# ギリシア料理

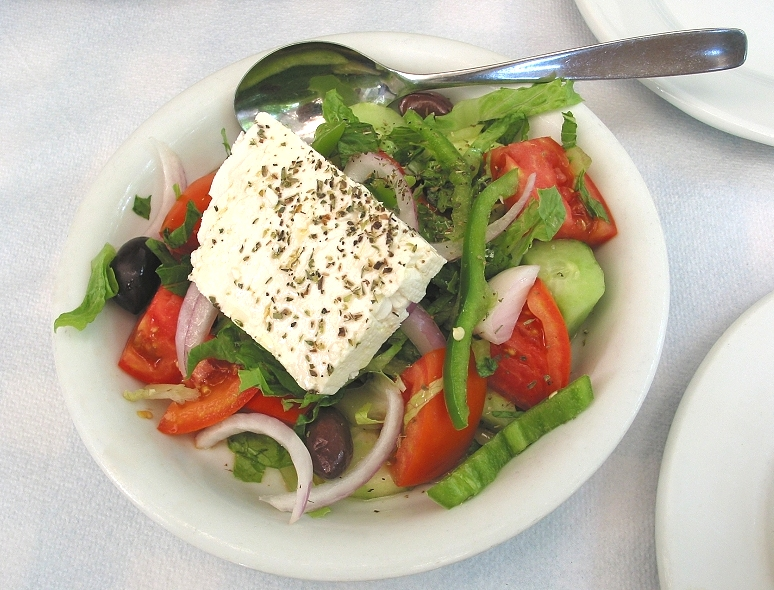
グリークサラダ

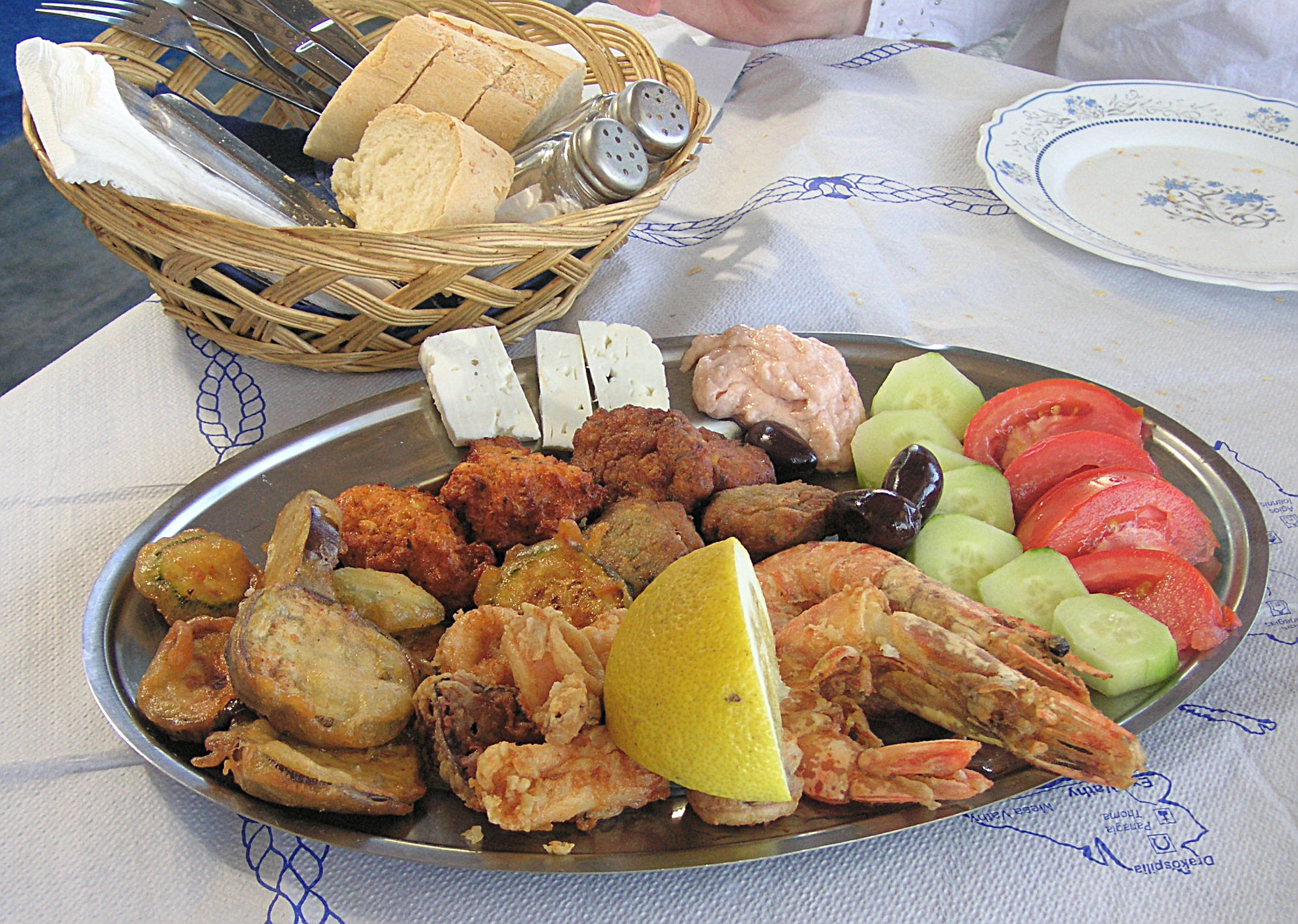
ピキリア（メゼ盛り合わせ）

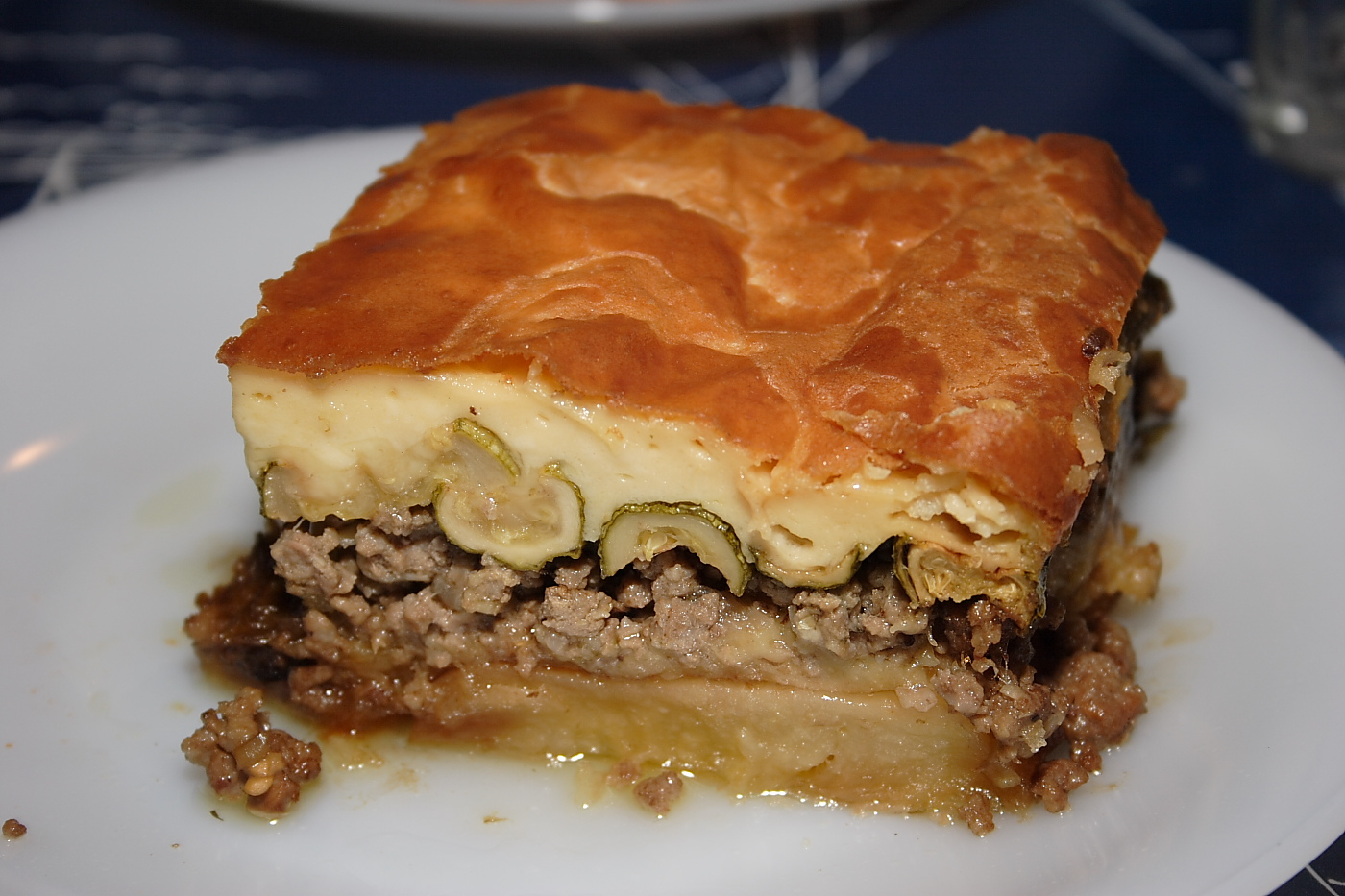
ズッキーニとジャガイモのムサカ

ギリシア料理（ギリシアりょうり、ギリシア語: Ελληνική κουζίνα）は、典型的な地中海料理であり、イタリア料理、セルビア料理、トルコ料理および中東の料理とその特徴を共有している。
現代のギリシア料理は大量のオリーブ・オイル、野菜やハーブ、穀物、パン、ワイン、魚介類および家禽やウサギなどの多種の食肉を使用する。ギリシア料理の代表的な材料は子羊肉と豚肉、オリーブ、チーズ、ナス、ズッキーニおよびヨーグルトである。デザートにはナッツとハチミツが多用される。多くの料理にフィロが用いられる。
2010年にイタリア料理、スペイン料理、モロッコ料理と共に『地中海の食事』としてユネスコの無形文化遺産に登録された。

## 解説
オリーブ油の強い風味とのバランスを取るためにしばしば料理にトマトで酸味を加えることが多い。なお、新大陸を原産地とするトマトが伝来する以前は酢を用いていた。
ギリシア料理は野菜の使い方が多彩である点にも特徴を持つが、これはギリシャではギリシャ正教会の戒律により肉食を禁じられる期間が非常に長いからである（斎を参照）。ちなみに1950年代までは多くのギリシャ人にとって週2回以上肉を食べることは稀であった。その一方で、タコやイカ、巻貝、魚卵の消費が多い。
また、バルカン半島や中東同様、酒を飲みながらメゼという前菜をつまむ習慣もある。

### 他国の料理との共通性
ギリシア料理は地中海料理の一種だが、イタリアや南フランスの地中海料理のみならずトルコ料理やレバノン料理など東地中海地方の料理との共通点も多い。これは、アナトリア半島（現在のトルコ）が長い間ギリシャ人主体の東ローマ帝国の領土であった上、近代に入ってギリシャがオスマン帝国領となり、独立後も希土戦争終結後に締結されたローザンヌ条約に従いトルコとギリシャの間で大規模な住民交換が行われるまでの約100年間は多くのギリシャ人がトルコ領内に居住していたためである。
トルコ料理との共通性は、特にマケドニアとトラキア地方の料理で顕著である。600年以上もヴェネツィアとイギリスに支配されたイオニア諸島では、イタリア料理とイギリス料理の影響が強く見られる。

## 歴史
人類が狩猟採集生活から自らの食料を育て、生産するようになったギリシャでの最も古い痕跡は新石器時代の7000年前のものである。当時の主な食料は栽培されたコムギ、エンバク、オオムギおよびライムギや、レンズ豆やエンドウマメなどの豆類に、野生のままの生や乾燥させたオリーブ、ドングリ、ナッツ、ウメ、ブラックベリーなどの果実類だった。その後、ブドウとソラマメが栽培され始め、イチジク、野生のナシ、甘いアーモンドがそれに続いた。彼らはまた、羊、豚、牛を乳と肉のために飼い始めた。

### 青銅器時代

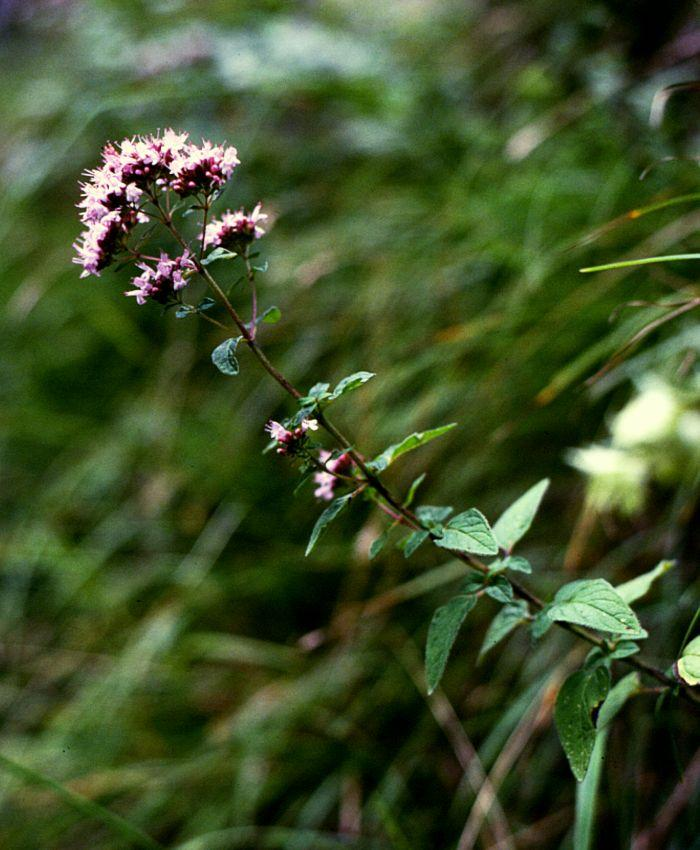
オレガノは古代から人気のあるスパイスだった

徐々に新しい食品が使われるようになり、新しい調理法が開発されたり改良されて生活は豊かになった。このことは遺跡で発掘された数多くの調理だけではなく、さまざまな宮殿遺跡で発見された焼かれた果実の痕跡によっても確認されている。煮たり焼いたり、場合によっては生の野菜や豆類は欠かせない食料だった。多くの料理はオレガノ、ペパーミント、タイム、サフラン、ニンニク、クローブ、ケッパーなどのスパイス類で風味を着けられていた。すべての料理の主な材料はコムギである。小麦は粉に挽かれ、ポリッジの主原料となり、ハチミツ、ゴマや、クレタ島ではケシの実もまぶした様々のパイを作るのに使われた。小麦粉は製パンにも使われる、しばしば寺院で供物とされた。
オリーブとオリーブ・オイルもごま油、チョウジ油、亜麻仁油などとならびよく用いられる。亜麻仁油はパイを焼く際の油として使われていた。アーモンド、ヒヨコマメ、どんぐり、クルミ、イナゴマメなどのドライフルーツも使われていた。イナゴマメは、主に甘味料であるローカストビーンガムを作るために使われ、菓子類を作るのに利用された。しかし、柑橘系の樹木はまだ知られていなかった。
非常にさまざまな種類の肉が食べられていた。豚、牛、子羊、山羊の肉は、焼いたり、茹でたり、細かく刻んでパイに詰めて食べられることが多かった。牛乳やチーズは一般的な製品で、肉や卵のために鶏や鳩が飼われていた。古代の娯楽の一つでもあった狩猟では、イノシシ、シカ、ノロジカ、パサン、ノウサギ、野生の雄牛などが獲られた。クレタ島ではカタツムリも食べられていた。ミノア人は畑でカタツムリを採っていたので、それがギリシャの輸出品になったほどである。漁業が盛んで、海産物が食生活の大部分を占めていた。鯛、メダマヒメジ、マグロ、スズキ、カサゴ、エイ、イワシ、ヨーロッパヘダイ、イカ、タコなどの魚介類は、焼いたり、塩焼きにしたり、天日干しにしたり、汁物にしたりして食べられていた。すべての料理には、ギリシャのすべての地域のさまざまな種類のワインがともに供されていた。

### 古代

#### 植物性食品

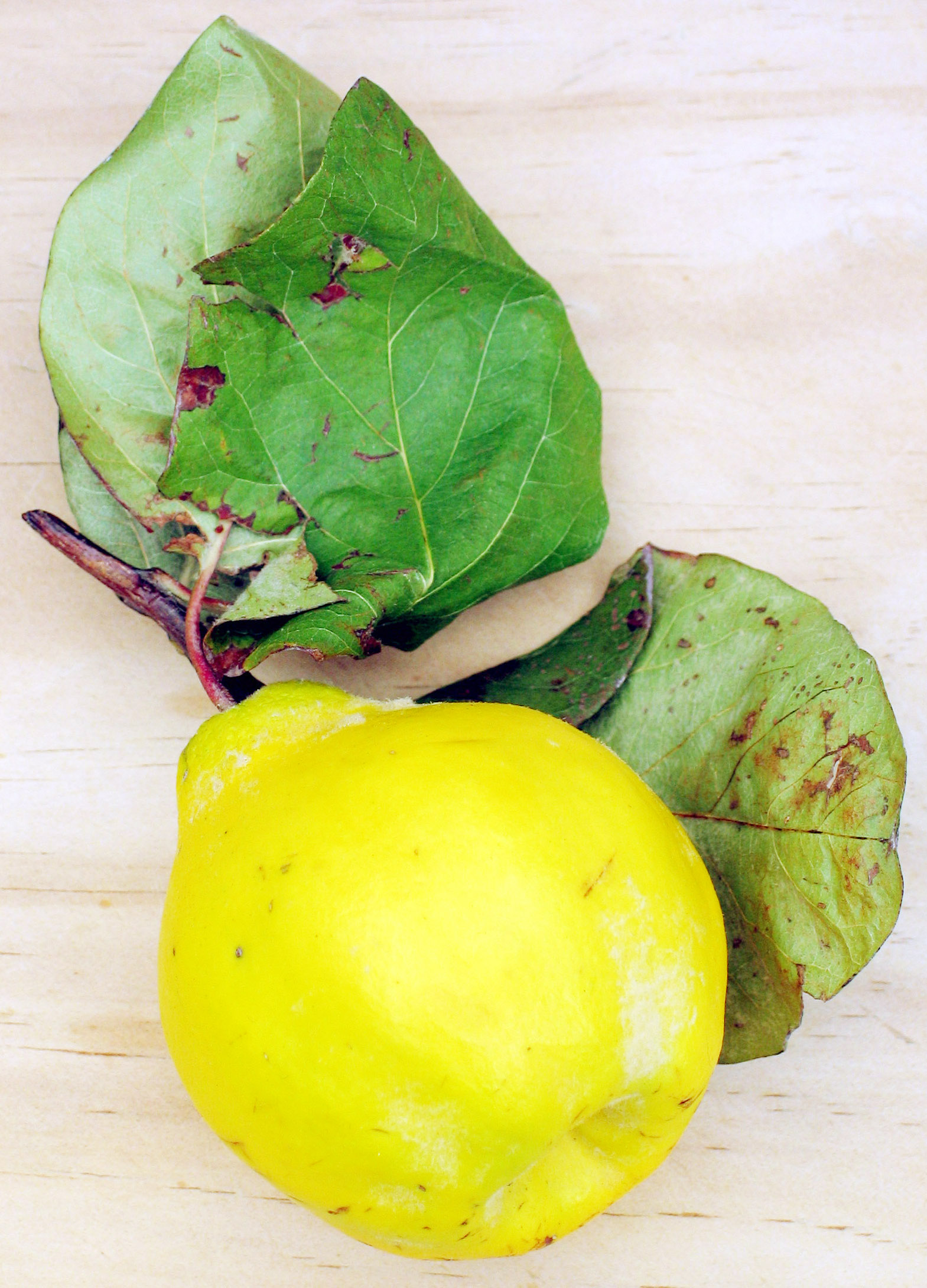
カリンは古くからギリシア料理に使われており、レモンがなかった時代には料理に酸味を与えるために使われていた。

古い世界からの影響は、古代ギリシャ時代にも多く残っていた。この時代に、料理は芸術とみなされるようになった。紀元前5世紀には、多くの料理人が新しい料理を作り、ガストロノミーに関心を持っていたことが認められている。紀元前4世紀、シチリアでアルケストラトスによって最初の料理本が書かれた。しかしながら、今日伝えられる情報は、別の著作者アテナイオスがその著書『食卓の賢人たち』の中でホメーロスの時代から西暦200年までの調理過程を記述していることに由来する。彼の著作では、すべての一般的な料理、その名前と調理法について言及している。ギリシア料理の多くの料理は、多くのスープを含めて、古代ギリシャに遡る。

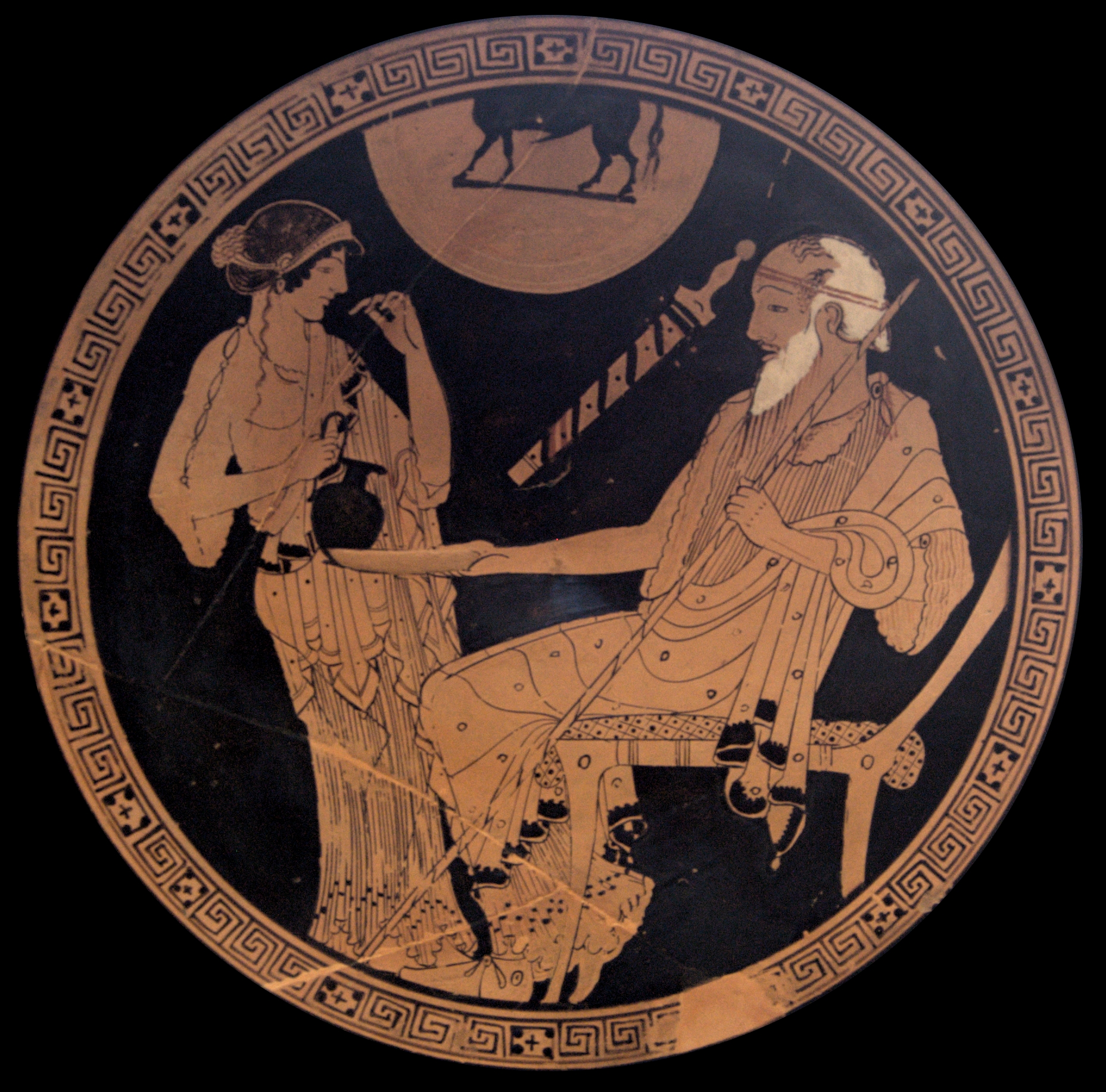
ネストールにキュケオンを注ぐヘカメーデー。

飲み物のキュケオンは栄養価の高い大麦のお粥で、宗教的な意味合いでも飲まれていた。この飲み物には、潰した豆や野菜、肉や魚、鶏肉などが加えられることが多かった。スパルタ人の国民食であるメラス・ゾーモスは、豚肉、ワイン、酢を使ったスープだった。古代の最も人気のある料理には、野菜や豆類が含まれていた。生で食べるものもあれば、茹でたり揚げたりしたものもあった。豆類では、レンズ豆、ソラマメ、エンドウ豆、ヒヨコマメ、ルピナスなどがよく使われ、野菜や野草では、タマネギ、ズッキーニ、キャベツ、アオイ、アーティチョーク、エンダイブなどが多く使われた。ブドウ、さまざまな種類のリンゴ（シードルの原料にもなった）、サクランボ、ナシ、カリンなどの果物が好まれた。カリンの果実は調理して食べられ、ローマ時代には肉と一緒に食べられていた。また、新鮮なものや乾燥したイチジク、料理に酸味を加えるためにレモンの代わりに使われていた未熟なザクロの果汁なども、カリンの果実と一緒に食べられていた。乾燥イチジク、スイート・アーモンド、ローストしたヒヨコ豆、クルミなどは「トラジェマタ」と呼ばれ、シンポジウムなどでメインディッシュの後にワインと一緒に食べられていた。古代ギリシャでは、オレガノ、サフラン、タイム、コショウ、クローブなどのスパイスが料理の味付けに使われていた。酸っぱいもの、塩辛いもの、甘いものが混ぜ合わせて使用された。その中でも特に辛かったのが、現在のスコルダリア（ガーリックソース）に似た、ニンニクと油を使ったソースだった。現在のマスタードの原料であるマスタードシードも、調味料として使われていた。

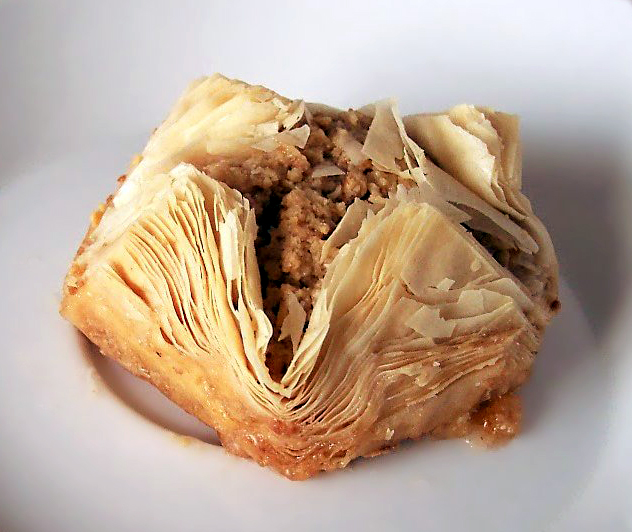
現在は主に中東の料理で知られているが、トルコ発祥のバクラヴァ。

大量に栽培されていた穀物は、多くの料理の基本的な材料となっていた。小麦粉や大麦粉が、ハチミツ、クルミ、スウィート・アーモンドや、時には甘いチーズをかけたさまざまな形の小さなパイである、プラコウンテス（plakountes）を作るのに使われた。小麦粉はまた、さまざまな調理法で、さまざまな種類のパンを作るのにも使われた。ハチミツ、油、ワイン、香辛料などが小麦粉に混ぜられることもあった。手回しの臼で挽いた小麦粉でお粥が作られた。古代ギリシャには米はなかったが、東洋の料理として米の存在を知っていた。今日のギリシア料理では欠かせないトマトやジャガイモは知られていなかった。
フィロの生地はさまざまな具材を包むのによく使われていた。具材としてはスウィート・アーモンド、クルミ、ゴマおよびハチミツが使われることがあった。これは今日のバクラヴァのようなものだが、起源には議論の余地があり、トルコなのかギリシャなのかは定かではない。小さな丸い菓子が宗教的な儀式の中で寺院で神へと捧げられ、大きなパンは大きな宴会に供せられた。特別な祭事では、少量の多種類の豆と野菜が集められて一緒に茹でられ、収穫の感謝の意味で神に捧げられた。儀式の後で家族全員がテーブルの周りに集まり、多精子から食べた。この儀式は、彼らの食生活にとって収穫がいかに重要であるかを示すものだった。

#### 動物性食品

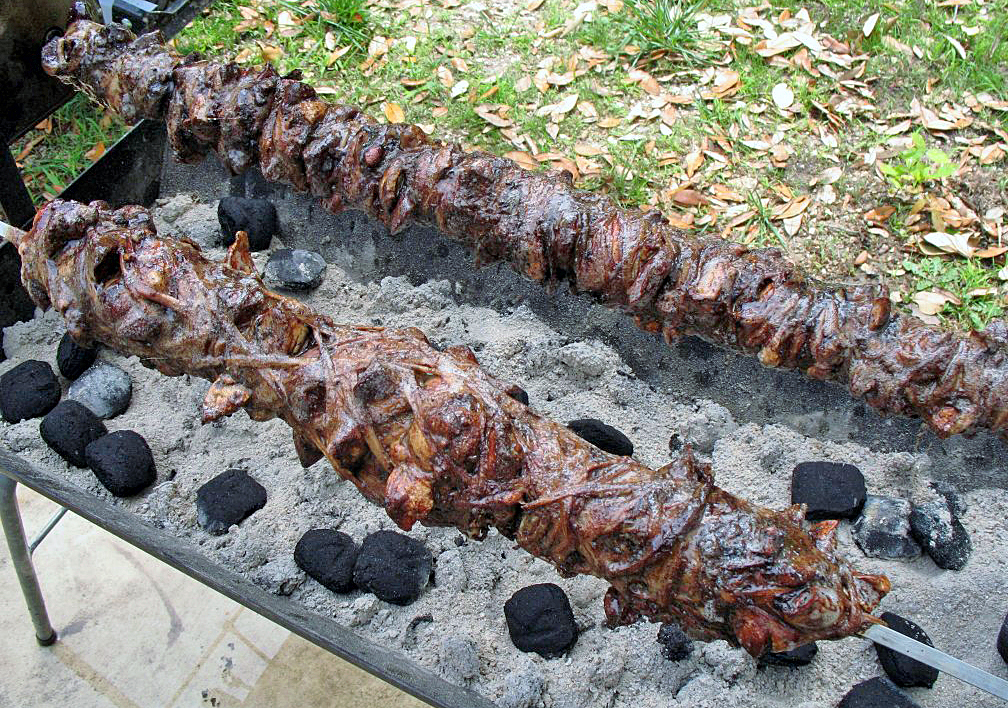
ココレッチは腸で作られており、今日のエイリトである。

豚肉は最も人気のある肉であり、また、豊穣の象徴として神聖視されていたので、神々に捧げられていた。子羊および子山羊は主に串焼きにして食べられ、腸は現在のココレッチのようなエイリトに使われた。少なくともローマ時代には、卵は焼いたり、茹でたり、牛乳や蜂蜜と混ぜて火にかけて煮詰めてクリーム状にして調理されていた。他にも鹿肉やミンスパイなども人気があった。肉は毎日食べるものではなく、主に生け贄を捧げた後の限られた機会に食べられていた。
肉よりも魚の方が焼いたり煮たりして、多く食べられていた。魚のスープはその料理名カカヴィアの由来となった「カカヴィ」と呼ばれる大きな鍋で調理されていた。比較的よく使われたのは、イワシやサバ、カツオなど様々な魚を塩漬けにしたもので、タリコ（taricho）と呼ばれていた。魚、肉、野菜に使われるガロース（Garos）と呼ばれるソースは、発酵させた魚から作られていた。また、イカを中心とした軟体動物や貝類も食べられていた。当時は、現在よりももっと多くの種類の魚が使われていたと考えられている。

### ローマ帝国と東ローマ帝国
ローマ人はギリシア料理の多くの特徴の影響を受けた。彼らは早くからギリシャの食品を評価し、ギリシャの優秀な料理人にどのように料理するのかなどの助言を求めていた。ローマ帝国が拡大するにつれて、明らかに奴隷となった人々の調理習慣からも影響を受け、高価な食料を輸入する余裕ができたことから、複雑な料理が生み出された。ローマの豪華な晩餐会や、有名なルクッルス式の晩餐会は、その豪華さと奇抜さで歴史に名を残した。しかし、次第に美味しい料理のために高価な食材を買うという傾向は薄れていった。ローマ帝国が滅びた後の東ローマ帝国は、古代ギリシア料理をすぐに再現し、食生活に影響を与えるものを同化させて発展させた。トルコの占領下にあったギリシャ人は、トルコ料理から多くの要素を取り入れていたが、トルコ料理は東ローマ時代のギリシア料理から多くの要素を取り入れた。トルコ料理、ヴェネツィア料理、フランス料理からの影響、後に伝統的な食習慣となった。

## 現代

### 今日のキッチン
現代では、観光によってギリシャが他のヨーロッパの食習慣に近づいたため、膨大な数の新しい料理が生み出された。中東やラテンアメリカの料理がギリシャにも広まっているが、アメリカの料理は全世界に影響を与える傾向がある。クリスマスから新年にかけて、ギリシャ人は伝統的なギリシャのフィロ・ペイストリーの調理を始める。ショートブレッドビスケット（クラビエデス）、小さなはちみつケーキ（メロマカロナ、甘い菓子パン（ディプレス、ドーナツとシュトゥルーデルの中間）、新年のケーキ（ヴァシロピテス）などがクリスマス休暇中のギリシャの多くの家庭で見かけられる。カーニバルでは、多くの想像力に富んだ料理が作られる。主な食べ物は、様々な方法で調理されたパスタや豚肉、そして蜂蜜ケーキ（ルクマデス）などの美味しい菓子である。

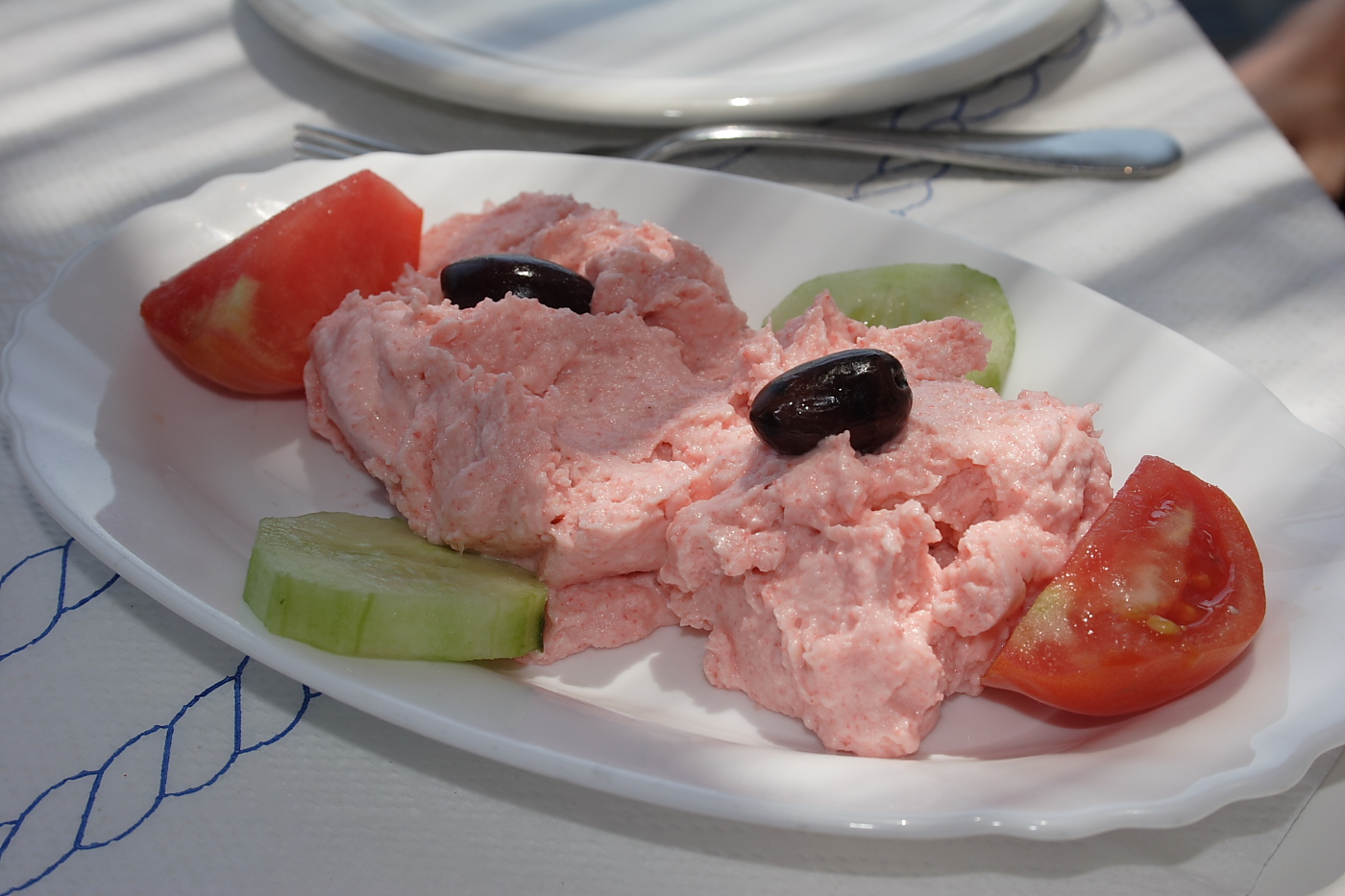
タラモサラタ

夏になると、多くの果物や野菜が収穫の時期を迎える。これらは、夏場の暑さのためにランチの代わりになることが多い。残った果物や野菜は保存され、ジャムやマーマレードとして冬に食べられる。夏は野菜（オクラ、ソラマメ、ツルムラサキ、ナス）が主役になることが多い。ギリシア料理の中でもムサカはよく好まれ、選ばれている。秋になって最初の寒波がやってくると、ギリシャの伝統的な豆のスープが用意される。四旬節では、宗教上の制限により、ギリシャ人は試練にさらされる。非常に限られた食材にもかかわらず、美味しい料理や菓子が作り出された。四旬節に追加される料理の例としては、魚介類の料理、タラモサラタ、ザジキ、ほうれん草のパイ、その他の野菜のパイなどがある。
イースターの期間中、主に食べられるのは子羊肉、子山羊、そして有名なマギリッツァである。復活祭の日曜日には、伝統的な焼き串が立てられ、それ以降の日には、ジャガイモやパスタと一緒にオーブンで焼いたり、フリカッセのような煮込み料理にしたり、焼き肉にしたりと、子羊や子山羊を使った様々な肉料理が食べられる。 ギリシャの復活祭のもう一つの重要な要素は、赤い卵である。

### ナイトライフ
ギリシャでは、カフェは伝統的に重要な場所となっている。過去には、カフェは男性が集まる場所で、女性は別の場所で集わなければならなかった。現在ではそれほど厳しくなく、男女ともにカフェに入ることができる。カフェでは、コーヒーやラク、ワイン、冷たい食べ物などがよく提供されている。ごく稀にだが、カフェにメニューがあることもある。ほとんどの主要な観光地や都市にはバーやディスコがあり、そのほとんどが欧米のものと変わりない。近年、価格はかなり上昇しているが、それでも他の多くの国に比べれば安い方である。

## さまざまな食品

### オリーブとオリーブ・オイル

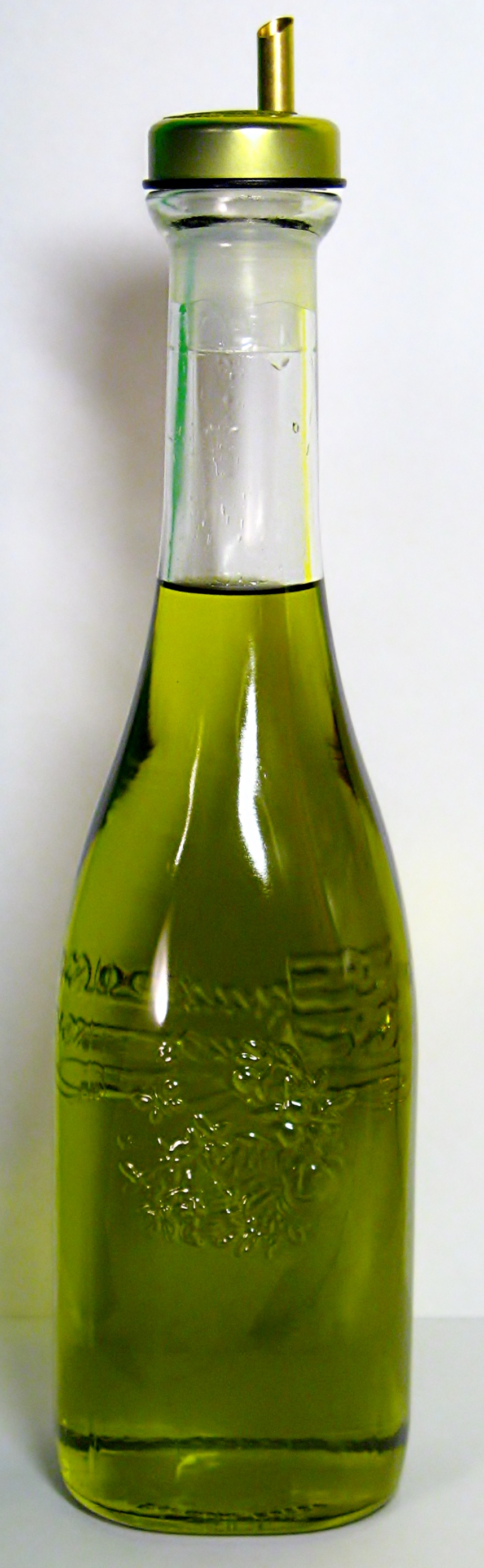
オリーブ・オイル

ギリシャ人にとってオリーブの木は欠かせないもので、ほぼ毎日何らかの形でオリーブが食べられている。オリーブ・オイルは、ギリシア料理の基本的な食材であり、オリーブ・オイルがほぼ油の代名詞となるほど、ほとんどの家庭で見られる。ギリシャでは人口あたりのオリーブ・オイル消費量が世界でもっとも多くなっている。オリーブオイルが広く利用されていることから、ギリシャではオリーブの木は非常に一般的で、主にギリシャの島々やペロポネソス半島で、何千もの家族が家業としてオリーブの木を育てている。ギリシャは、オリーブの生産量が世界第2位、オリーブオイルの生産量が世界第3位となっている。
オリーブはおいしい前菜となる。オリーブが料理に使われることは非常に少なく、生で食べられることが多い。食用オリーブは、オイルの原料となるオリーブの収穫と同時に、年末に収穫される。食用オリーブには、産地や栽培方法によって様々な品種がある。よく知られているのは、カラマタとアンフィサのオリーブである。オリーブの扱い方や保存方法は、古代からあまり変化していない。

#### オリーブの歴史
古代のエーゲ海でのオリーブ栽培の歴史は不明瞭である。新石器時代の集落の発掘では、焦げたオリーブの木の幹が発見されている。オリーブの木の栽培作物化は紀元前3000年頃の青銅器時代初期とされているが、組織的な栽培は紀元前2000年にクレタ島で始まりまった。島でのオリーブの木、オリーブ、オリーブプレス、貯蔵オイルの生産は、紀元前1700年以降のミノア文明の時代にさかのぼる。ミノア時代の人々はオリーブを食用に、油を燃料として使っていたことがわかった。ミノア文明のクレタ島の繁栄は、オリーブ・オイルの輸出がその一端を担っていたと考えられている。クレタ人とミケーネ人の社会の経済におけるオリーブ栽培とオイル生産の重要性が知られるようになったのは、ミケーネ人の文字言語線文字Bが解読されてからである。クノッソス、ミケーネ、ピュロスなどのミケーネ人の住居から出土した多くの遺物には、オリーブの木（e-ra-wa）、オリーブ・オイル（e-ra-wo）、オリーブを表す線文字Bの記号が刻まれている。同時に、同じ絵には、オリーブの木とその製品の表意文字的な画像が描かれていたオイルは古代だけでなく、時代を超えてギリシャの最も重要な製品の一つだった。ギリシア神話では、オリーブの木は神々からの贈り物であり、アテーナーがオリーブの木をアテネ人に与えたことから、アテネ人の守護神となった。紀元前600年の賢者ソロンは、最大の収穫が得られるように、2本のオリーブの木の最適な距離を定め、1人の生産者が1年に2本以上の木を剪定することを禁止し。古代の多くの国にオリーブ・オイルが大量に輸出されていたことによるオリーブ栽培の経済的重要性に加えて、ギリシャ人はオリーブ・オイルをお菓子作り、着火剤、宗教用、壁や器の塗装などに使用していた。しかし、何よりもオリーブの木は、平和、知恵、利益の象徴だった。
古代オリンピックの優勝者には、平和と人々の和解の象徴であるオリーブで作られたリースが贈られた。アテネでは、オリーブの木は、同じようなスポーツ競技の賞に関連しており、その賞には象徴的な価値があるだけでなく、多額の金銭的報酬も伴っていた。アテネ人は4年に一度、アテーナーに敬意を表して、宗教儀式や運動競技を含む祝祭行事パナテナイア祭を開催していた。協議の優勝者には、オリーブ・オイルを入れた大きな土製の容器、有名なパナテナイア祭のアンフォラが贈られた。現在、世界各地の美術館で展示されているこの豪華な壷には、競技や女神アテーナーの像が描かれている。トロット競技を主として、それぞれ勝者は、1人あたり30～70個の壷を獲得することができ、その中には2.5～5トンの聖なるオリーブ畑で採れたオリーブオイルが入っていた。地中海沿岸からクリミア半島までの各地でパナテナイア祭のアンフォラが多数発見されていることから、優勝者は獲得した油を売りさばくことができたとみなされている。獲得した油を売って得た金銭で、家が2～3軒、羊が140頭買えると言われている。
ローマ時代になっても、ギリシャ人にとってオリーブとオリーブ・オイルの生産は非常に重要で、輸出によって大きな収入を得ていた。東ローマ時代も似たような状況だった。さらに、キリスト教の勃興により、オリーブの木は新しい宗教にとって特別な象徴的意味を持つようになった。この宗教によると、ノアの鳩は神の恵みの証であるオリーブの枝を持っており、イエスはこの木を祝福された木と呼んだという。キリスト教徒はオリーブ・オイルを塗られ、ギリシャの家庭ではイコンの食卓にオイルランプが灯されるなど、オリーブ・オイルはキリスト教徒にとって生涯を通じて非常に重要なものであるギリシャの多くの修道院や教会には、非常に古い農園がある。例えば、アトス山では11世紀からオリーブが栽培されている。

#### 今日のオリーブ

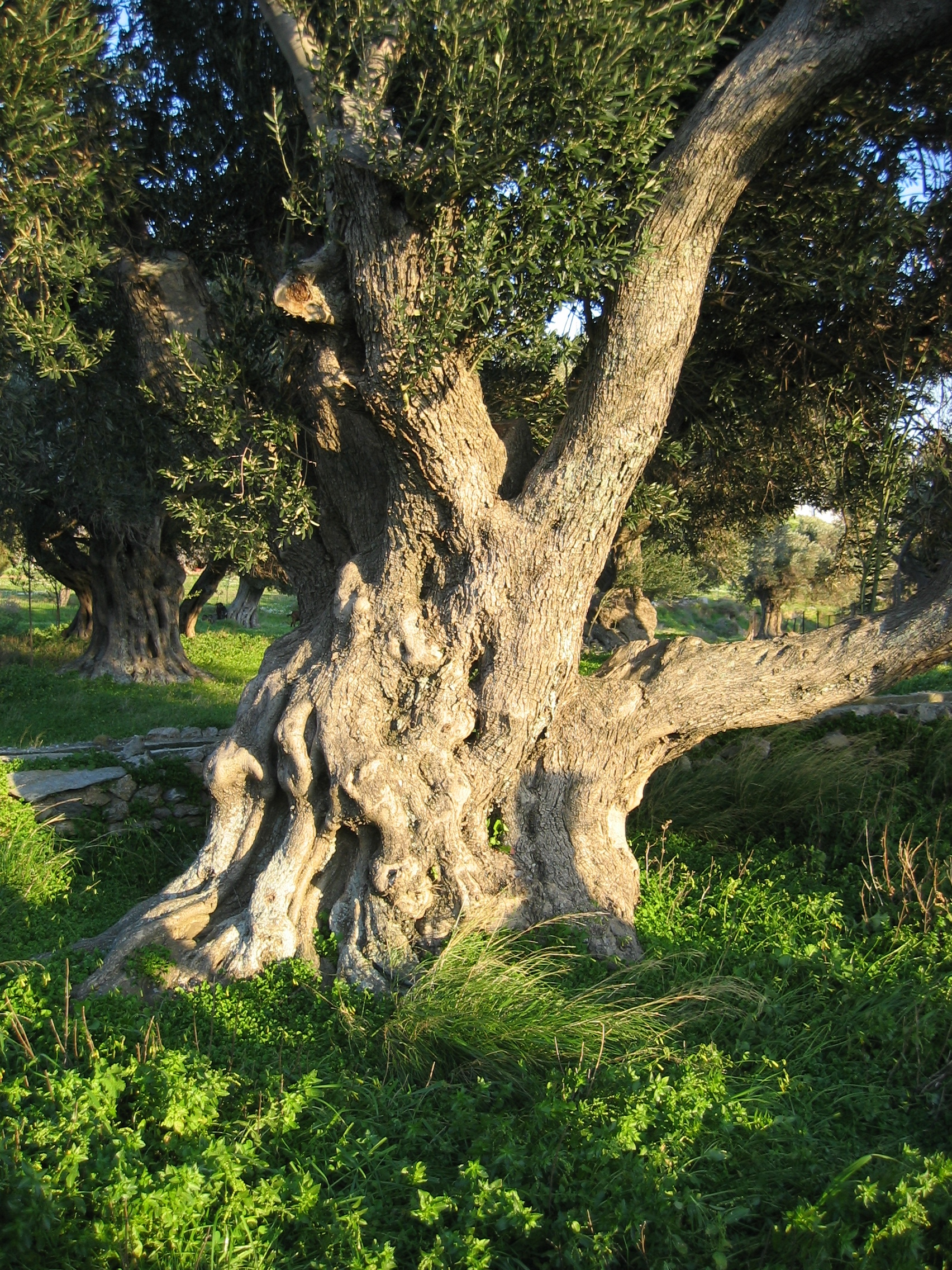
エヴィア島にある樹齢数百年のオリーブの木。

現在では、オリーブの木が栽培され、近代的な方法でオリーブオイルが生産されている。主に栽培されているのはOlea europaeaで、寿命が長いのが特徴である。地中海沿岸では、樹齢300年以上の木が今でもオリーブを実らせている。カラマタには、樹齢800年、高さ8メートル以上のオリーブの木がある。この木は、この地域の天然記念物になっている。オリーブの木は乾燥した場所で、石や岩の多い場所でも成長する。肥沃で灌漑の行き届いた土壌では生育が早く、実をつけるが、−9 °C以下の温度には耐えられない。収穫は、オリーブの色が緑がかった黄色から黒に変わる、成熟の最終段階で行われる。収穫が早ければ早いほど、オイルの収量や品質は低くなり、収穫が遅ければ、果実は貧弱になるが、オイルの収量は高くなる。かつては、実が地面に落ちてから手で収穫していた。現在では、この方法を容易にするために、プラスチック製のネットを地面に敷き、15日以内にその中にオリーブを集めるようになっている。収穫は通常、木を叩いて行うが、果実を傷つけるこの方法をやめようとしている。その結果、機械と化学物質の両方が使われるようになり、木から実が落ちやすくなった。収穫されたオリーブの実と葉は、袋や木枠に入れて短期間保管される。その後、搾油機に入れる前に葉を取り除き、実を洗ってから、搾油機に入れられる。2つまたは3つの円筒形の花崗岩の石が、金属製または木製の軸を中心に回転し、オリーブの実を粉砕するオイルミルに入れる。その後、果汁とオイルを分離する特殊な機械を通過し、搾油機で果肉とオリーブオイルを分離して完成するという流れになっている。この最後の工程は、現在では油圧プレスを使って行われており、製油業界に革命をもたらした。
オリーブオイルは、人体の代謝バランスや脳や骨の発達に重要な役割を果たしており、また、ビタミンEが細胞の老化や自然な加齢を遅らせるため、高齢者にも推奨されている。オリーブオイルは、胃潰瘍や胆道系疾患の予防にも貢献し、一価不飽和脂肪酸によりコレステロールを低下させる。コレステロール値が高いと、心血管障害や動脈硬化の原因となりえる。

### ギリシャのチーズ

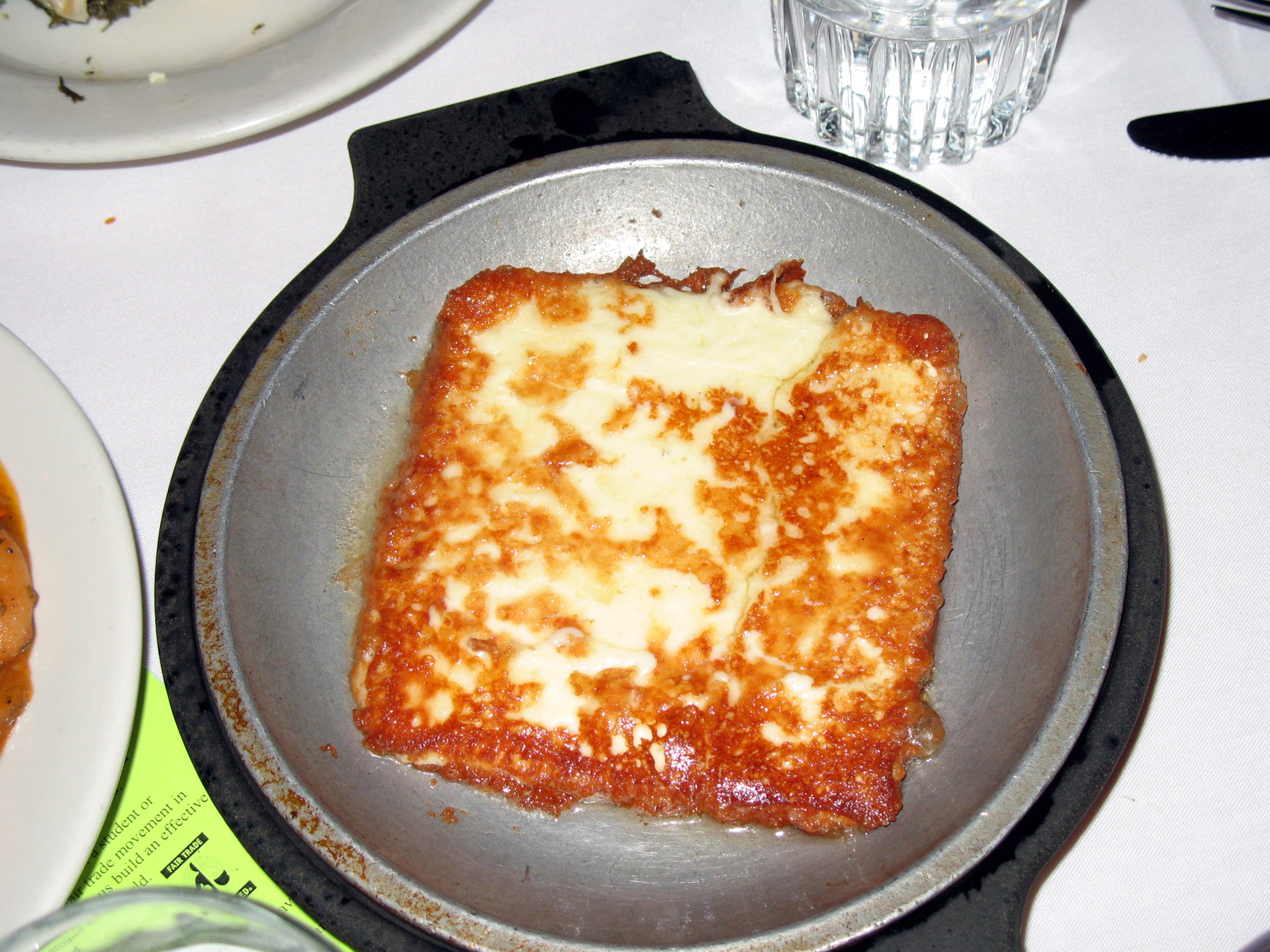
サガナキ

チーズはオリーブと同様にギリシャ人の主食で、前菜やメインディッシュの付け合わせとして、またパイやサラダ、サガナキ、パスタ、オムレツ、サンドイッチなど様々な種類の料理の材料として、ほぼ毎日食べられている。チーズ作りの知識は古代にさかのぼり、当時と同じように作られているようである。ギリシャでは多種多様なチーズが生産されているが、そのほとんどがギリシャ由来のものである。また、ギリシャは他の多くの国からチーズを輸入している。ギリシャ人は、ヨーロッパで一人当たり最も多くのチーズを食べている人々で、これは主にギリシャのフェタチーズによるものである。

#### ハードチーズとソフトチーズ

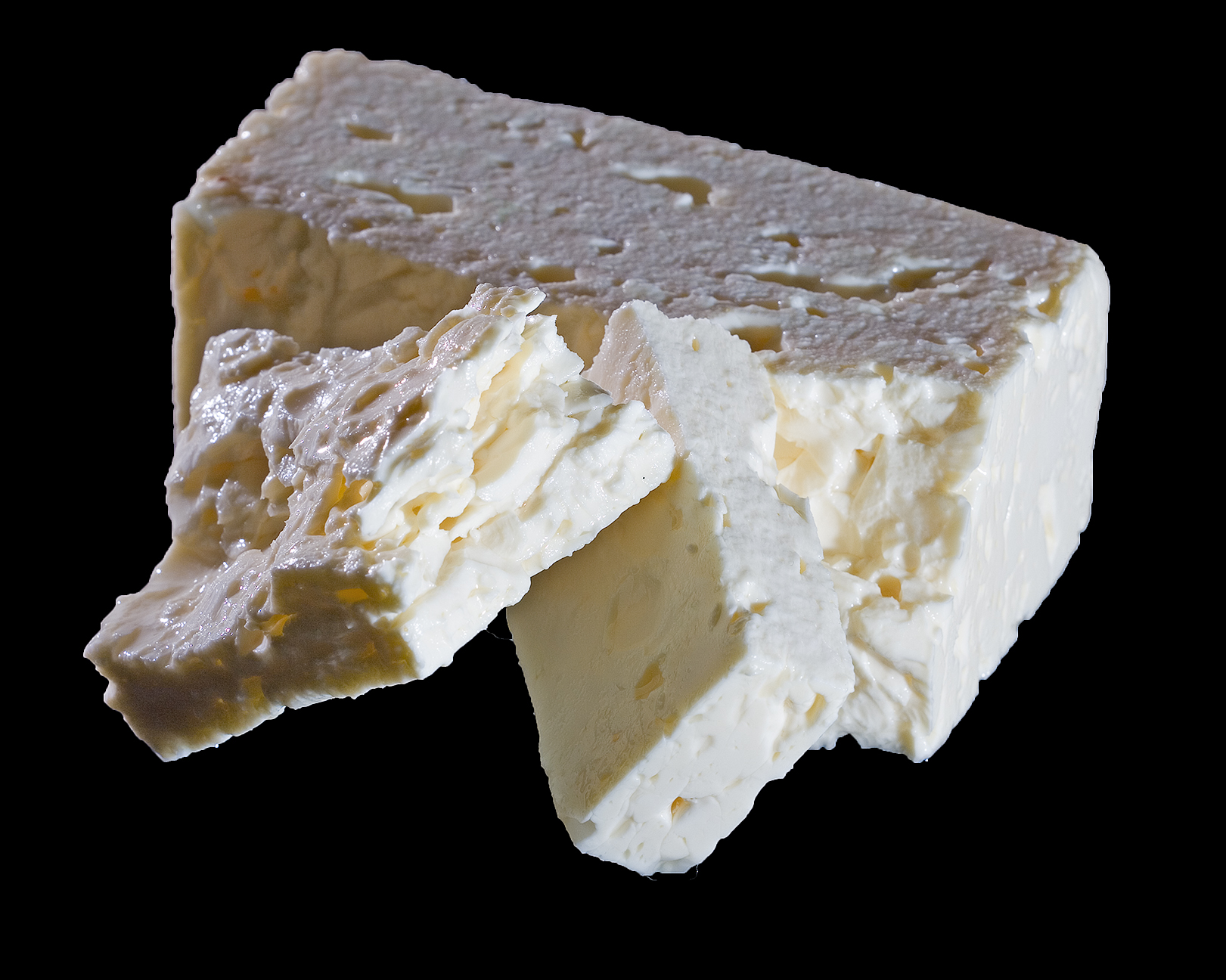
フェタチーズは羊の乳から作られる。中程度の酸味とわずかな塩味があり、樽や缶の中で塩水に浸けて保存される。

一般的に、チーズはハードチーズとソフトチーズに分けられる。ソフトチーズは短時間の処理で塊の中の水分を結合させて調理し、早く熟成させる。欠点は、保存期間が短いことで、特別な条件や冷凍庫でのみ長期保存が可能となる。ハードチーズは長時間の処理が必要で、水分をほとんど含まず、熟成も遅いが、保存期間が長くなる。フェタは、ギリシャで最もよく知られているチーズで、ギリシャでは大量に食べられている。白くて羊乳から作られている。中程度の酸味とわずかな塩味があり、樽や缶の中で塩水に漬けて保存される。ギリシャの豆サラダには欠かせない食材だが、前菜として生のまま（オリーブ）オイル、オレガノ、「コショウで食べたり、トマトやオレガノと一緒に焼いて食べたりもする。ベジタリアン料理に広く使われており、伝統的なチーズパイの主材料でもある。マノウリは、脂肪分の多い山羊や羊の乳を多量に使った乳清から作られる白チーズである。無塩ですが、乳脂肪を大量に含有している。賞味期限は短いですが、品質は高いものである。マノウリは主にトラキア、マケドニア、イピロス、ナクソス島、クレタの地域で生産されている。ミチトラはマノウリに似た乳清から作られる白いチーズです。マノウリと同じカテゴリーに属すが、品質は高くはない。生でも乾燥させても食べられるが、乾燥させた場合は主にパスタ用にすりおろして使用する。クレタ島のミチウリがよく知られており、そこでは小さなパイを作るのに使われている。
ケファロティリは、羊や山羊の乳から作られる白黄色のチーズである。小さな穴が開いていて、辛くて塩辛い味がする。その硬さから、すりおろしてパスタに使ったり、油で揚げて前菜としてよく知られ、喜ばれるサガナキとして食べられる。ギリシャでは何世紀にもわたってチーズが生産されてきた。現在は主にイピロス、テッサリア、パルナッソス、クレタ島で生産されている。ケファログラヴィエラはケファロティリのような白黄色のチーズだが、牛乳ないし牛乳と羊乳を混ぜたもので作られる。かなりスパイシーな味で、小さな穴がたくさん開いている。グラヴィエラは、牛乳と少量の羊乳から作られるセミハードタイプの黄色いチーズである。ケファログラヴィエラに似ているが、味が甘く、穴が大きいのが特徴となっている。カセリは、羊の乳から作られた白黄色のセミハードタイプのチーズで、ややスパイシーな味がする。ギリシャ中央部でのカセリの生産は重要である。

## ギリシャの代表的な料理

### 前菜
メゼとは、さまざまな小皿料理の総称で、通常はウーゾと一緒に食べるのが一般的である。「オレキカ」（Orektika）はギリシャ語で前菜のことで、外来の主菜を食べるときによく使われる。ソースは、パンやピタと一緒に食べることが多い。地域によっては、乾燥したパンを水に浸して柔らかくしているところもある。ギリシャの前菜の例としては、ドルマ（つる性の葉っぱの団子で、つる性の葉っぱに米や野菜、しばしば肉を詰めたもの）、グリークサラダ、ホルタ（野生または栽培された野菜を蒸したり湯通ししたりしてサラダにし、レモン汁とオリーブオイルで味付けしたも。特に四旬節には魚や肉の代わりにポテトと一緒に軽食として食べられる）、メリッツァノサラタ（ナスのサラダ）、サガナキ（チーズのフライ）、スコルダリア（濃厚なニンニクとポテトのピューレ）、タラモサラタ、ザジキなどがある。コトピタ（鶏肉）、スパナコトロピタ（ほうれん草とチーズ）、ホルトピタ（野菜）、クレアトピタ（ひき肉）などの、小さな三角形や大きなシート状のフィロ生地で様々な食品を包んだものもある。
ギリシャでは、スープは栄養価が高く、また、簡単に短時間で調理できるために好まれている。仔牛や魚のブイヨンを使ったものが最も美味しいとされており、野菜やレモン、卵などを加えて味を整える。スープの例としては、ファケス（レンズ豆のスープ、ギリシャの有名な日常的なスープの一つで、通常は酢とフェタチーズが添えられている）、ファソラーダ（豆のスープで、多くの料理本でギリシャの伝統的な料理として紹介されており、「ギリシャの国民食」とも呼ばれることがある）などがある。）、マギリッツァ（子羊の腸を使ったイースターの伝統的なスープ）、プサロスープ（様々な種類の魚と、ニンジン、パセリ、セロリ、ジャガイモ、タマネギなどの様々な野菜を使って作られる魚のスープ。定番のスープであるカカヴィアにオリーブオイルを少量かけたものなど、様々なバリエーションがある。)などがある。

### 主菜
ベジタリアンの主菜は、四旬節の間、特にイースター前の「大斎」の間、非常に人気がある。ベジタリアンの主菜の例としては、ギガンテス（トマトソースおよび様々な香草とともにオーブンで焼いた豆、ときによってさまざまな種類のトウガラシで味付けされる。）、スパンコリツォ（レモン汁とオリーブオイルのソースで煮たホウレンソウと米のシチュー）、ゲミスタ（通常、トマトやパプリカが用いられ、中身を抜いた野菜に米と香草を詰めてオーブンで焼いたもの）などがある。
ギリシア料理は、オリーブオイルや新鮮な野菜をふんだんに使っているため、昔から健康的だと言われている。今日では、肉は徐々に重要な役割を果たすようになり、多くの人が1日に1〜2回は肉を食べるようになった。ギリシャで最も一般的な肉の種類は、豚肉、ラム肉、牛肉、ヤギ肉、鶏肉、仔牛肉、ウサギである。昔は肉が高価だったので、肉は週に2回程度しか食べられず、野菜やパスタ、お粥などと一緒に食べることが多かったようである。代表的な肉料理としては、ナス、ひき肉、ジャガイモ、トマトソースからなるムサカがあるが、ベシャメルソースの使用は肉を含む多くの食材を一つの料理に混ぜ合わせるための良い方法である。多くの肉料理は、トマトソースと赤ワインで調理され、他はレモンなどで調理される。ニンニクやタマネギ類が、煮込み料理やオーブン料理などに広く使われている。パスティッチョは、ソースの量は少ないものの、ラザニアに似た料理で、パスタ、ひき肉、トマト、ニンニク、タマネギ、ベシャメルソースなどが使われている。ユベチはパスタおよびトマトソースとともに肉を焼いたものである。その他の動物性の主菜の例としては、パイダキア（ラムチョップをレモン、オレガノ、塩、コショウで焼いたもの）、ギロス（立てた串に刺した肉を焼き、ソース（多くはザジキ）とトマトやタマネギなどの具をピタに挟んだもの、ギリシャの人気ファーストフード）、クレフティコ（ニンニクとレモン汁でマリネした羊肉を骨付きのままじっくり焼き上げたもの。もともとは洞窟のオーブンで調理されていた）、ケフテデス（オレガノとミントを使ったミートボールのフライ）、スティファド（ウサギ、鹿などの狩猟肉をパールオニオン、赤ワイン、シナモンで煮込んだシチュー）などがある。スブラキはギリシャで人気のある料理で、ファストフードとしてのイメージが強く、「ギリシャのハンバーガー」とも言われている。この料理は、ファーストフード店など、ギリシャ全土で広く販売されている。串刺しにした肉（多くは豚肉）を焼いたものである。肉をピタに挟み、様々な野菜やソースと一緒に食べる場合はギロピタと呼ばれる。また、串に刺したまま皿の上に寝かせた状態で供されることもあり、米やパスタと一緒に食べることも多い。

### デザート
ギリシャのデザートの多くは砂糖を使用しており、フィロもよく使われている。ナッツは多くのデザートに使われていますが、焼き上がって出来上がった料理には、風味と保存性のために、蜂蜜をベースにした甘いシロップをかける。しかし、デザートは、様々な果物を除いて、メインディッシュの後に食べることはほとんどなく、どちらかというとおやつに近いものである。このデザートは、昼間に屋外で、ギリシャコーヒーと冷たい水を飲みながら食べられる。クルミ、ピスタチオ、ヘーゼルナッツ、スイートアーモンド などのナッツ類は、バクラヴァやカターイフなどの焼き菓子やフォームペストリーの中に入れたり、上に刻んだりしてよく使われている。クリスマスに出される蜂蜜漬けのケーキ「メロマカロナ」や、小麦粉、バター、刻んだローストアーモンドにアイシングシュガーをかけたケーキ「クラビエデス」など、特別な祝日のためのケーキが数多く存在する。新年には、未明に切り分けられたヴァシロピタが出される。受け取った人に幸運をもたらす銀貨が入れられることが多い。
トルコまたはレバノンが起源と考えられているバクラヴァは、多くの場合、より厚いフィロ生地で作られており、トルコのバクラヴァよりも大きいギリシャのバクラヴァのモデルとなっている。他のデザートの例としては、クリスマスや結婚式の珍味である、薄いシート状の生地を大きな正方形に切り、高温のオリーブオイルの鍋に数秒間浸した後、スクリュー状に固めたディプレスがある。その後、すぐに取り出して、蜂蜜と刻んだクルミを振りかける。バニラクリームをフィロ生地で挟んだガラクトブレコ、ゴマとアーモンドのヌガーを薄皮で包んだハルヴァドピテス、小麦粉に水の代わりに新鮮なブドウジュースを混ぜたムストクーラ、リゾガロ（ライスプディング）、スプーンケーキなどがある。スプーンケーキは、様々な果物、熟したものや未熟なもの、緑色の未熟な木の実などから作られる。主な作り方はマーマレードと同じだが、フルーツを丸ごと、または大きくカットして調理する。ヨーグルトに蜂蜜やシロップをかけたものもよく出される。

### 様々なギリシア料理
タラモサラタ (ταραμοσαλάτα / taramosalata)
塩漬けのコイの卵巣をほぐし、マッシュポテトあるいは水か牛乳に浸して絞ってからほぐしたパン、オリーブ油、レモン汁、刻んだタマネギを混ぜた料理。
鳥獣の肉に加え、魚肉の消費も禁じられる四旬節の期間中によく食べられる前菜である。
ドマトサラタ (ντομάτοσαλάτα / domatosalata)
薄切りのトマトを皿にたっぷりと盛り合わせて、オリーブオイルをかけて食べる。
タマネギのみじん切りが少々乗っていることもある。
ギリシャの食事の場にはよく登場する。
ホリアティキサラタ (χωριάτικη σαλάτα / horiatikisalata)
トマトとフェタチーズ、薄切りのタマネギをオリーブオイル、塩胡椒、オレガノで和えたサラダ。
好みで黒オリーブ、サーディンの塩漬け、ピーマン、スベリヒユ、ゆで卵などを加えてもよい。
欧米ではグリークサラダとして有名。
ドルマ (ντολμάς / dolma)
ブドウやキャベツの葉で肉と米などのフィリングを包んで蒸し煮にした料理。
肉の入らないドルマデスは冷菜にもなる。
ゲミスタ (γεμιστά / gemista)
トマト・ピーマン・ナスなどの野菜の中身をくり抜き、中身をミキサーにかけてオリーブオイルで炒め、米とトマトソースをかけてかき混ぜ、具を野菜に戻し、オーブンで焼いて完成となる。
他国では普通ドルマと呼ばれる料理。
ムサカ (μουσακάς / moussaka)
炒めてトマトソースで煮込んだ挽肉、油で揚げたナスとジャガイモを交互に重ね、ベシャメルソースをかけてオーブンで焼いた料理。
アラブ料理に由来し、東地中海地方で広く見られる料理。
ベシャメルソースをかけるようになったのは20世紀初めのことである。
スーヴラキ (σουβλάκι / souvlaki)
炭火かグリルで焼いた肉の串焼き。
鉄道の売店や車内販売でも一般的なファーストフード。
フェタチーズ (φέτα / feta)
ヤギや羊の乳で作った酸味のあるチーズ。
食塩水につけて保存するため、醗酵が進まない。
そのまま食べる他、サイコロ状に切ったものをホリアティキサラタに加える、サガナキにする、野菜を詰めたピタのフィリングに入れるなど、色々な料理に使う。
サガナキ (σαγανάκι / saganaki)
チーズ（ケファログラヴィエラ、カセリ、ケファロティリ、ハルーミ、フェタなど）を小型の浅い鉄鍋を使って油で焼いた料理。
ザジキ (τζατζίκι / tzatziki)
ヨーグルトに細かく切ったキュウリ、すりおろしたニンニク、オリーブオイル等を加えたソース。
スーヴラキやピタパンにつけて食べる。
トルコの「ジャージュク」(cacık) と同じ。
ギロ（イロ）(γύρος / gyro)
ミンチ状にした牛肉や羊肉を固めて回転するロースターであぶり焼きし、焼けた部分を薄くそぎ落として供するドネルケバブ風の料理。
ザジキ、トマト、タマネギ等とともにピタパンで包んだものがギロピタ（イロピタ）。
カラマラキア・ティガニタ (καλαμαράκια τηγανητά / kalamarakia tiganita)
イカフライ。
胴体をリング状にしたものや、脚の部分を使う。
ケフテス (κεφτές / keftés)
ミートボール。
小型のものはケフテデスという。
小麦粉とトマトで団子を作って揚げたドマトケフテデスやコイの卵とマッシュポテトを団子にして揚げたタラマケフテデスなど、肉抜きの「ケフテデス」も多く、前菜とされる。
パツァス (πατσάς / patsas)
羊の足、胃、腸などを煮込んだスープ。
胡椒、砕いた赤唐辛子、酢漬けのニンニクなどで調味して食べる。
トルコやバルカン半島のイシュケンベと似ており、二日酔いに効果があるとされる。
クレフティコ (κλέφτικο / kleftiko)
骨付きの羊肉をオリーブ油とレモン汁でマリネし、紙に包んでゆっくりと蒸し焼きにした料理。
名称はギリシャ独立戦争でオスマン帝国に対しゲリラ戦を展開したクレフテスが、炊事の煙を出さないように羊を燠火(おきび)と共に土中に埋めて蒸し焼きにしたことに由来する。
ピラフィ (πιλάφι / pilafi)
おおむねトルコ料理のピラフと近い。
米を水だけで炊いた白飯もピラフィアという。
ピタ (πίτα / pita)
具材をフィロやパン生地で包んだ、おかずパイまたは惣菜パン風の料理。
フィロ生地のピタはトルコのビョレクと類似。
ピロスキ (πιροσκί / piroski)
ロシア料理のピロシキから派生したファストフード。
中身は挽肉、鶏肉、ハム、魚肉、ゆで卵などで、ベシャメルソースやマッシュポテトを混ぜることがある。
マーマレードや果物の砂糖漬けを詰めた甘いピロスキもある。
バクラヴァ (μπακλαβάς / baklava)
フィロ生地を何層も重ねてナッツを包み、シロップをしみ込ませたパイ風のデザート。
カタイフィ (Καταΐφι / kataifi)
細麺状の生地でナッツやカスタードクリームを包み、シロップをかけたデザート。
ヴァシロピタ (Βασιλόπιτα / vasilopita)
「ヴァシレイオスのピタ」または「王のピタ」という名の、元日に食べられる円形の菓子パン。
1月1日は聖人カイサリアのバシレイオスの記念日（忌日）でもある。
生地にコインを入れて焼き、家族や友人と切り分けて食べる。
コインが当たった人には、その年に幸運が訪れるという。
ハルヴァ (χαλβάς / halva)
ゴマのペースト、セモリナ、チーズなどで作った固形の菓子。
ルクミ (λουκούμι / loukoumi)
デンプンと砂糖などで作った餅状の菓子。
リゾヤロ (ρυζόγαλο / ryzogalo)
シナモンやレモンピールで香りをつけたライスプディング。
スコルダリア (Σκορδαλιά / Skordalia)
ペーストになるまですり潰されたじゃがいも料理。
フライなどの付け合せと出される。
一般的な料理。

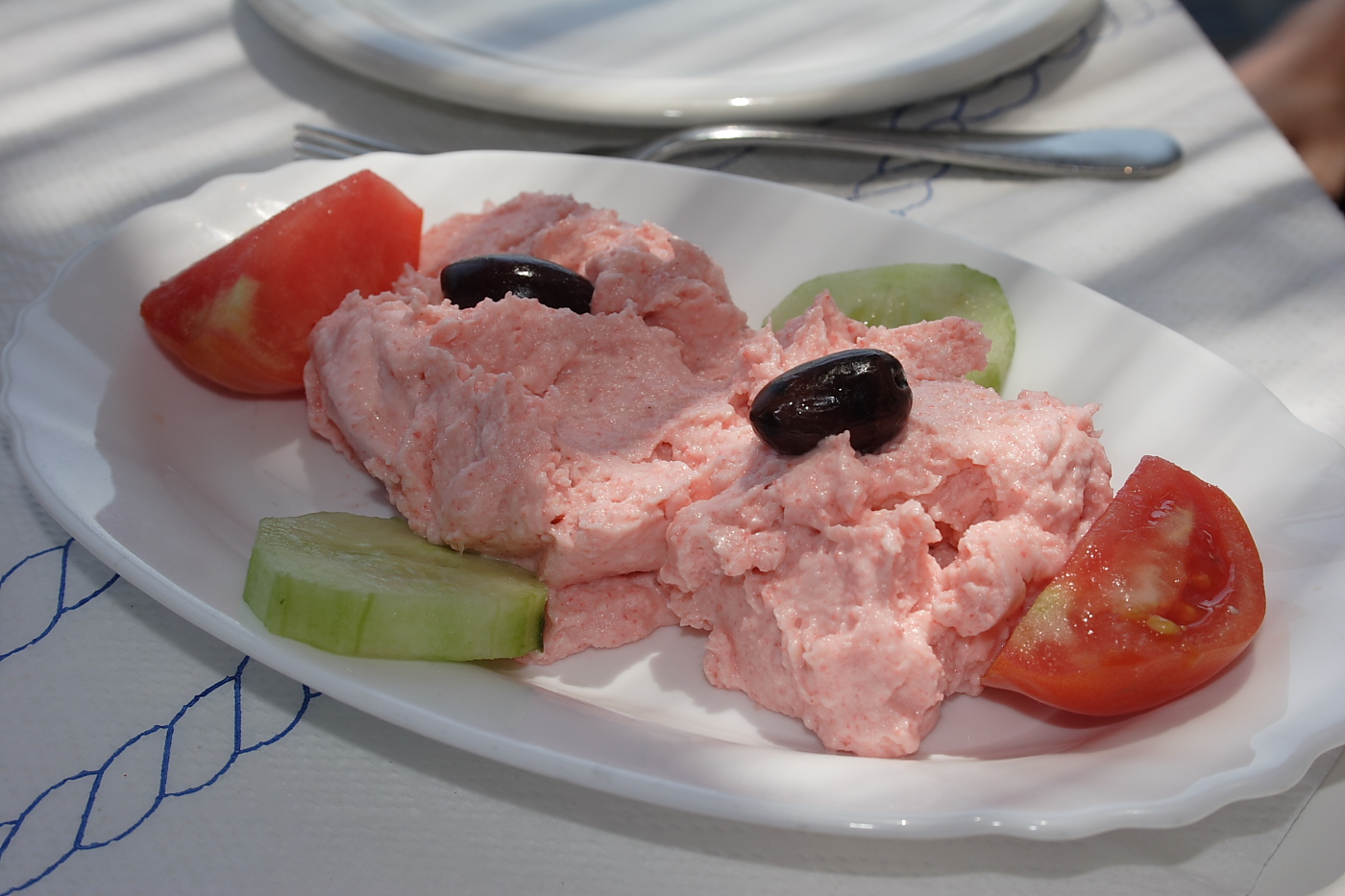
タラモサラタ
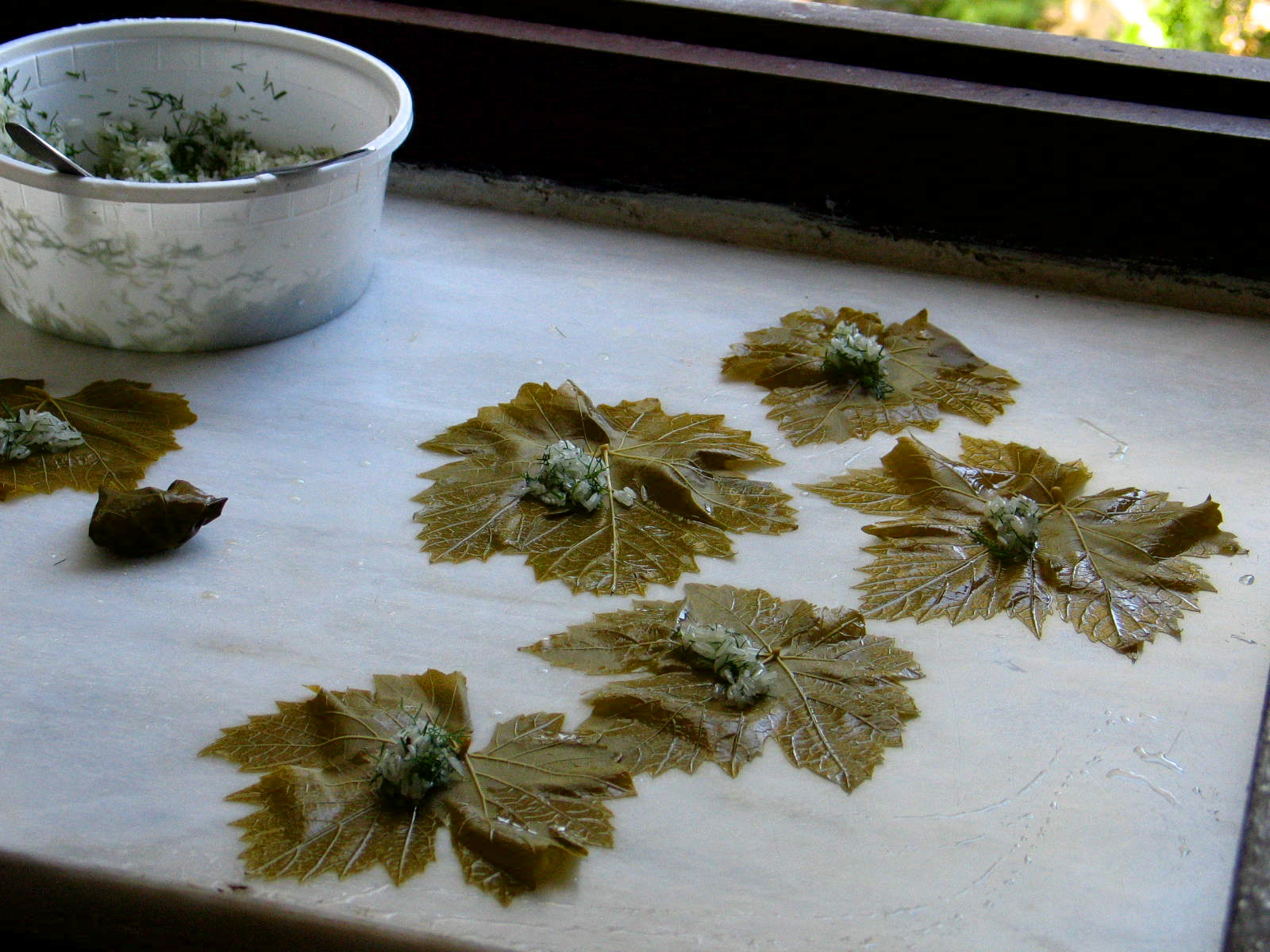
調理中の葡萄の葉のドルマデス
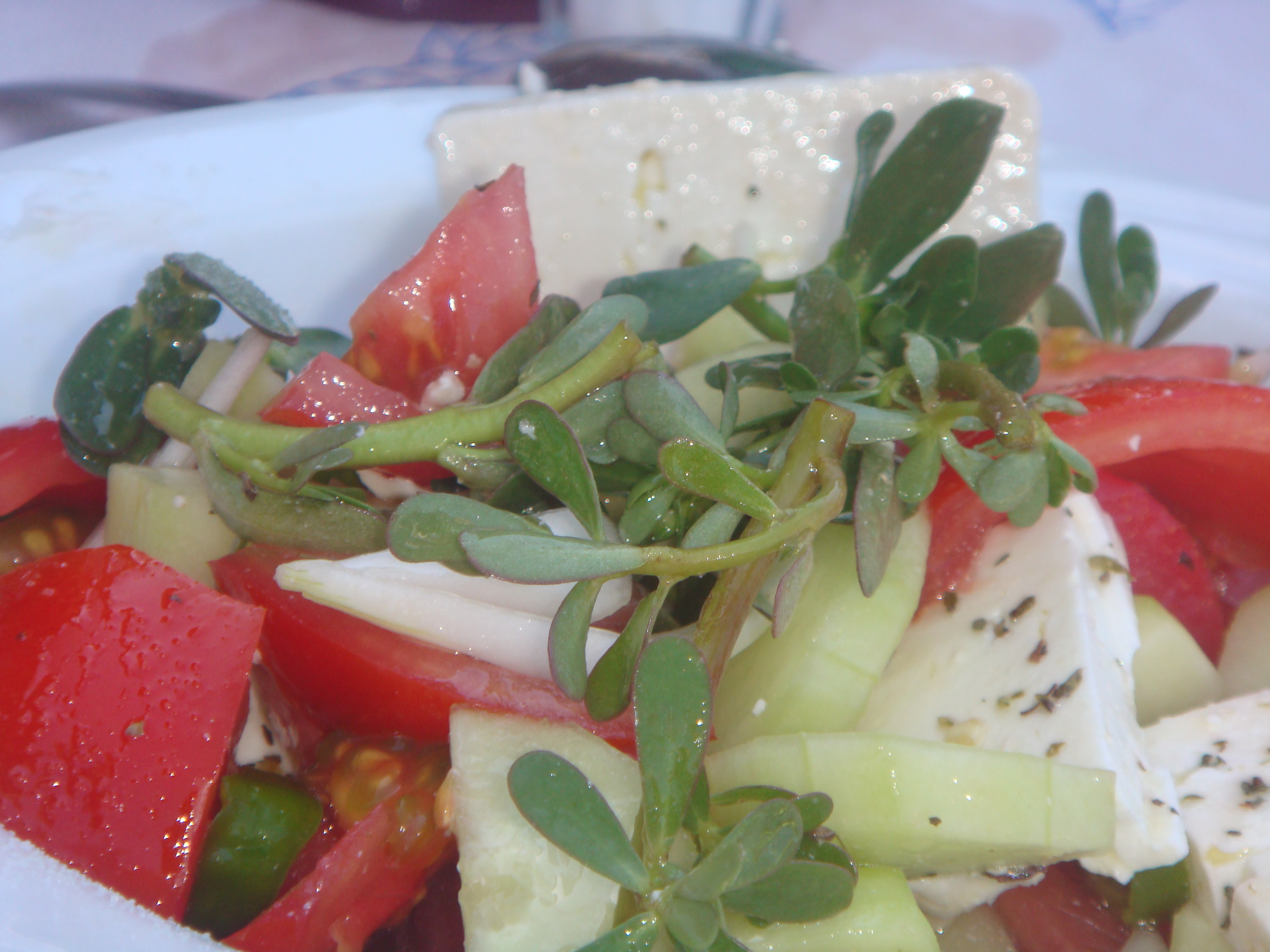
ホリアティキサラタ、ラシティ
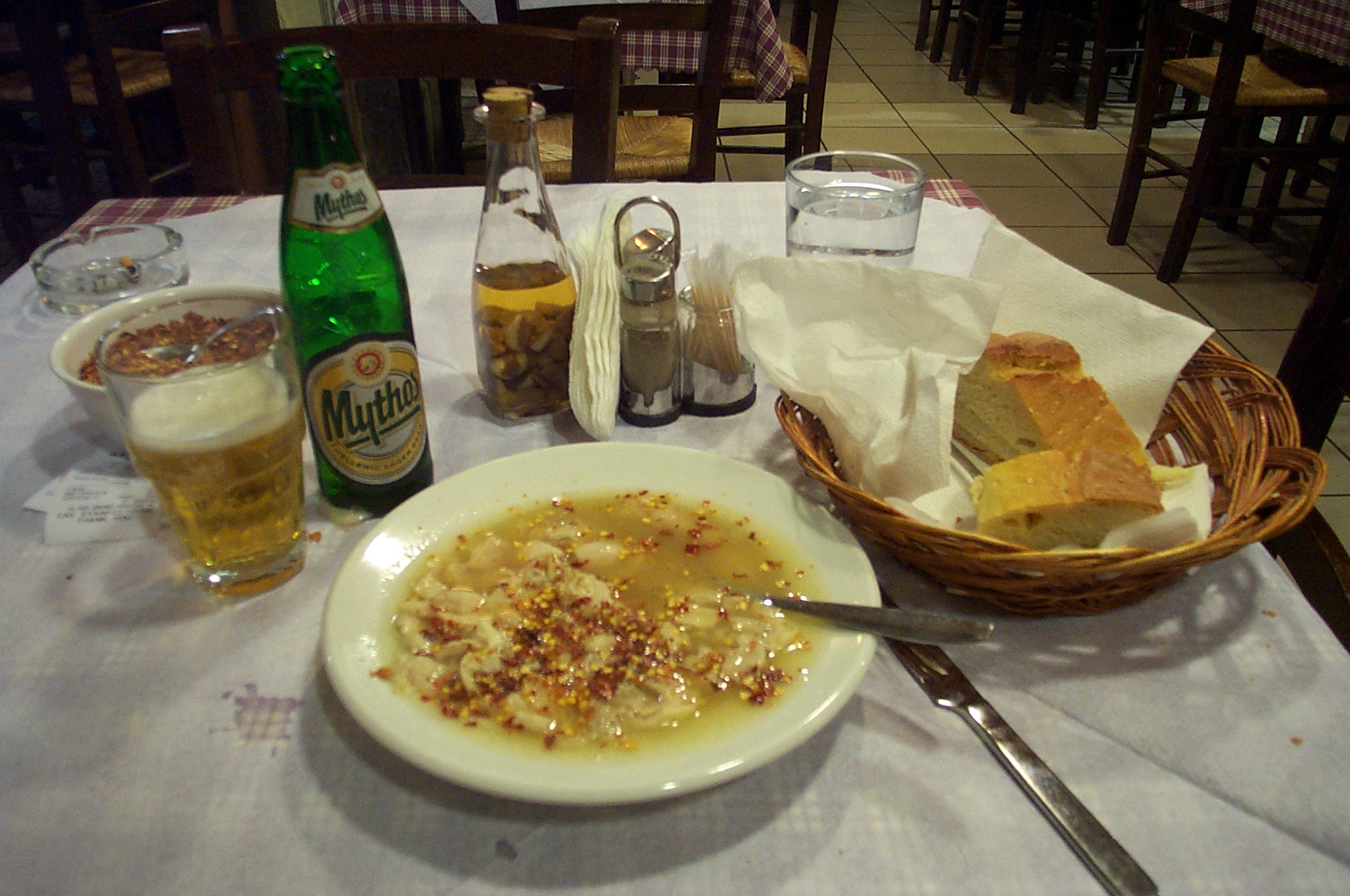
パツァス
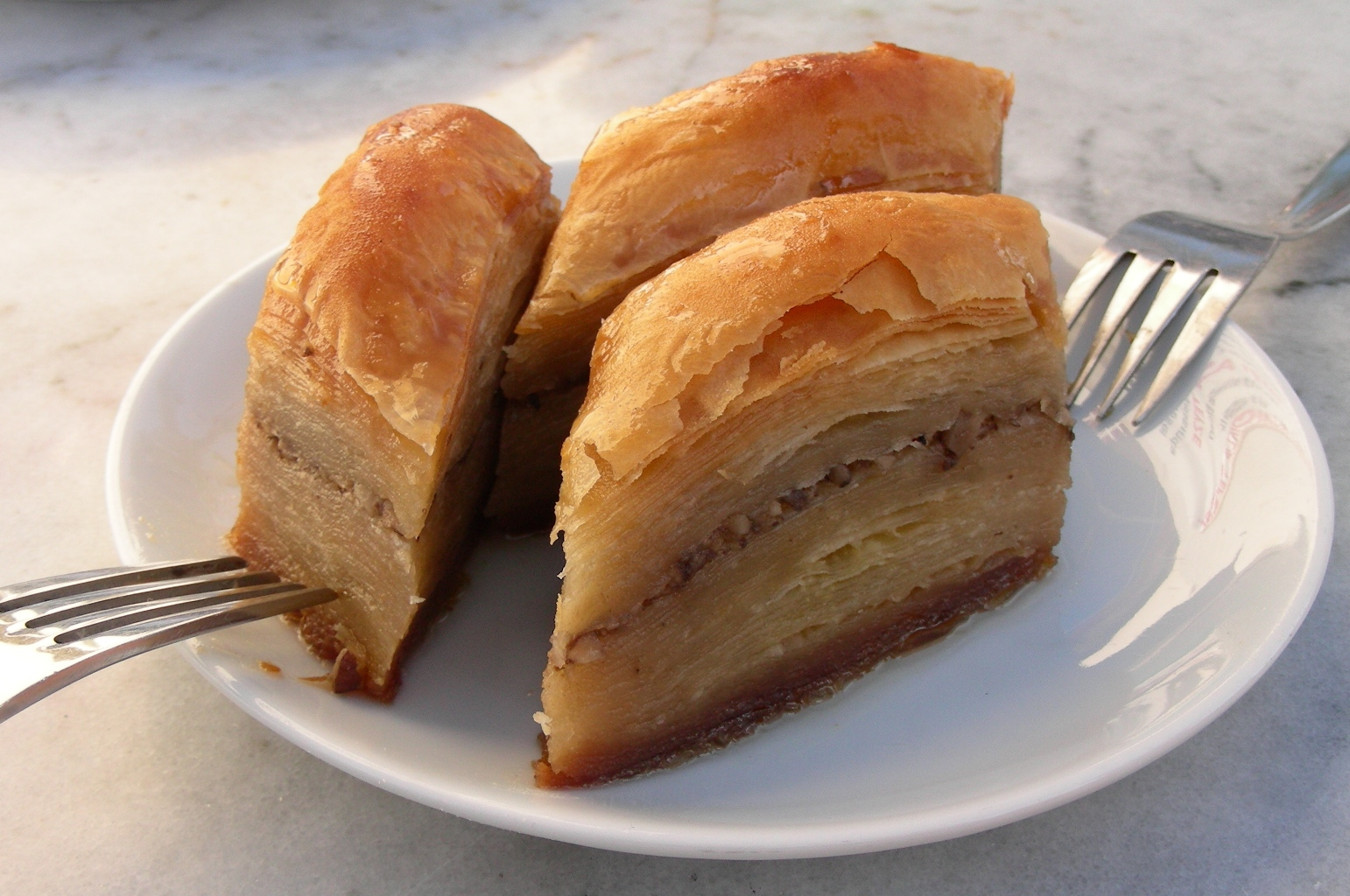
バクラヴァ
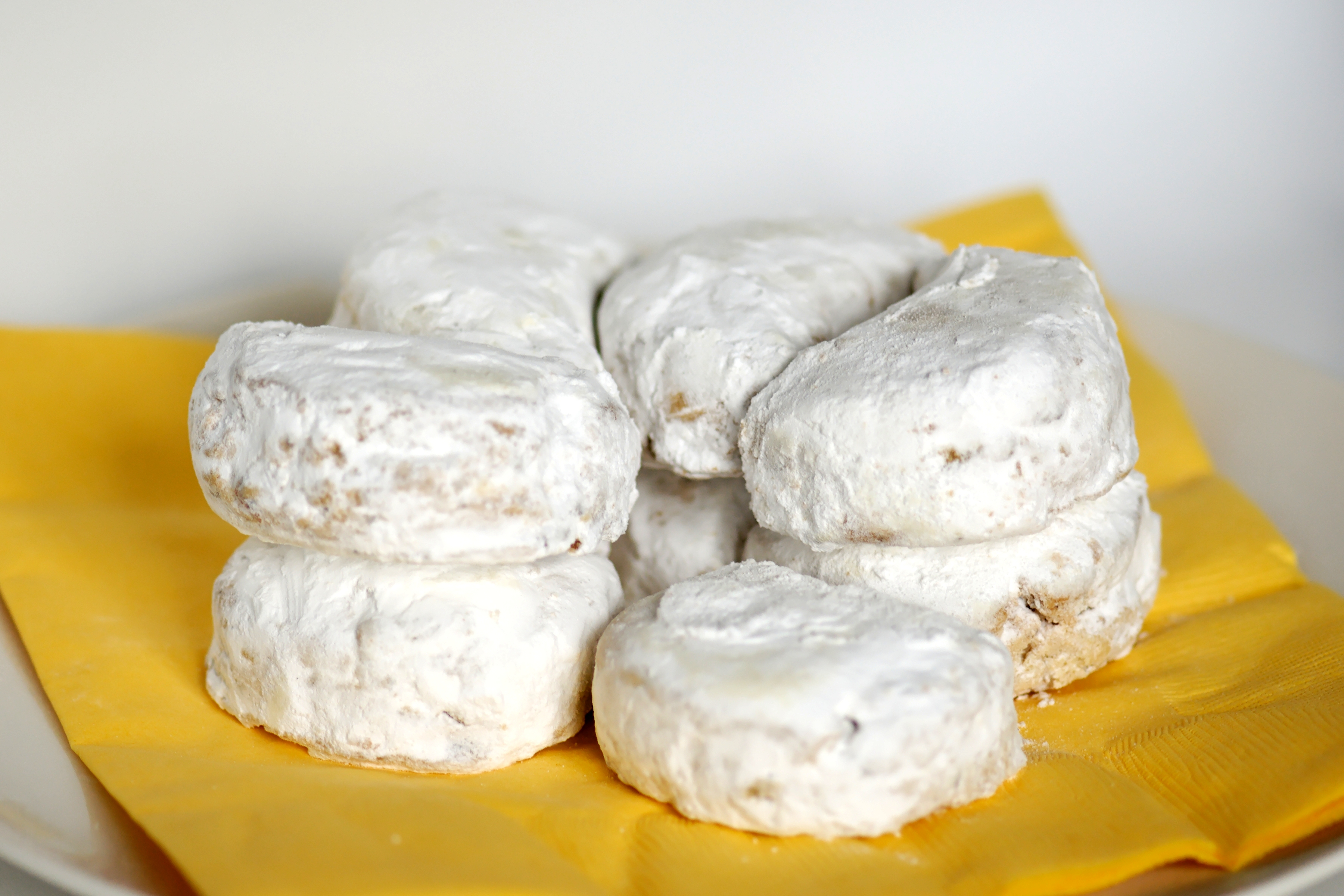
クラビエデス（粉砂糖をまぶしたバタークッキー）

## 飲み物

### ウーゾ
ギリシャのリキュールで最も有名なのはウーゾであろう。ブランデーのようなウーゾは、アニスの風味が効いていて、とても特別な味がする。国中でごく普通に飲まれていて、レストランで食事をした後に無料でグラスを提供してもらえることもある。評論家は、最高のウゾンはレスボス島で作られているという。クレタ島では、ウーゾンの代わりにトルコ語のラクが使われている。ラクのアルコール度数には幅があり、様々な果物から作られているが、ブドウやイチジクが一般的である。ラクもアニスで味付けされている。新しい蒸留所は政府によって課税されているため、ラクの生産者の多くは古い蒸留所である。このお酒はアルコール度数が高いため、お酒に酔いやすいのが特徴となっている。ツィプロもウーゾに似たリキュールだが、アルコール度数は45％前後と高く、ハーブの香りがするものが多い。この酒は自家製であることが多く、ワインの製造過程で出る果醪（かもろみ）の搾りかすから作られている。ラクとツィプロは、ラクの方がアルコール度数が高いことを除けば、基本的に同じ飲み物である。

### ワイン

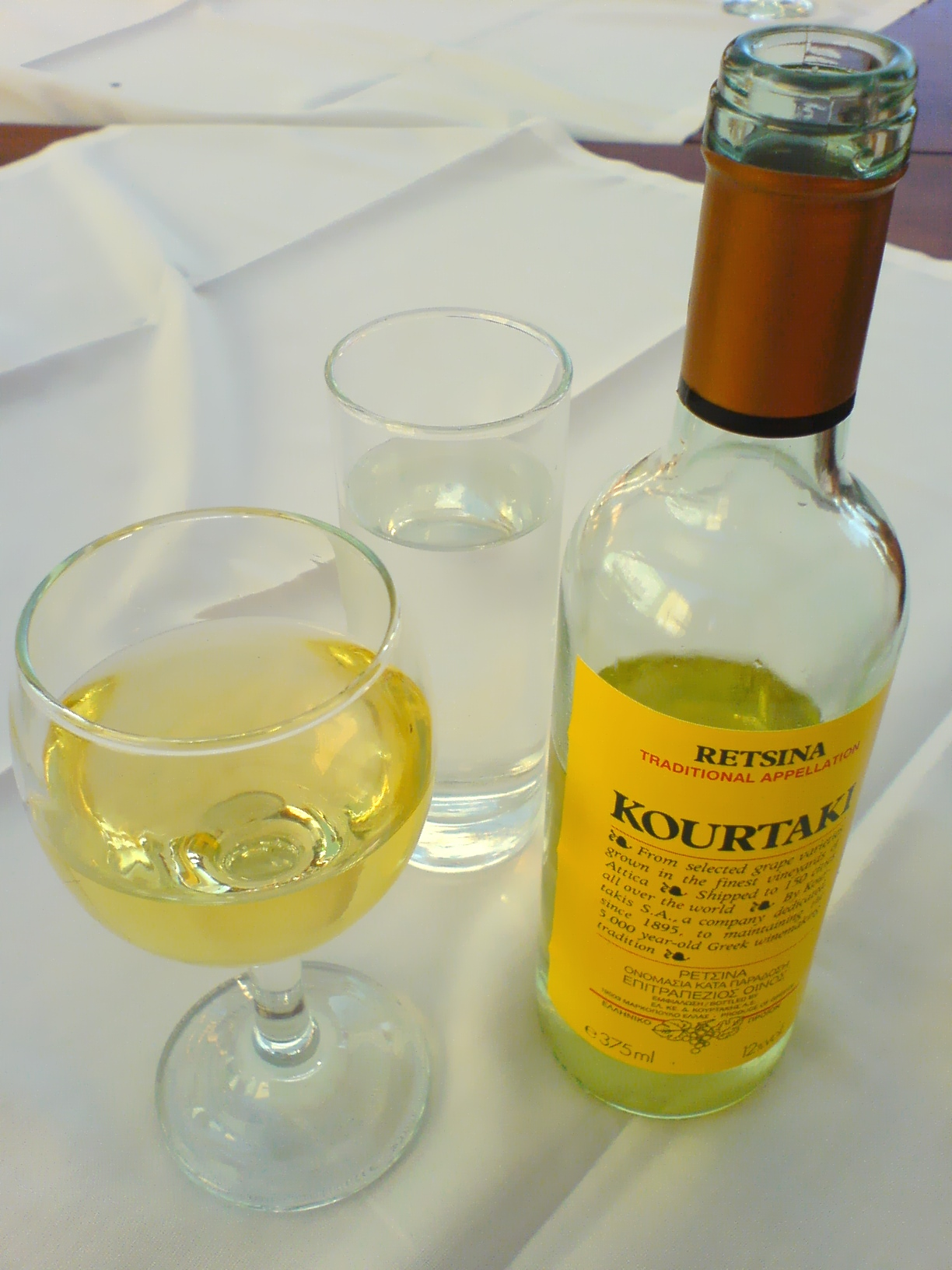
ギリシャのレツィーナを一杯

ナウサワイン

簡単な法則としては、味付けされていない料理には軽めのワインを、濃厚な味の料理には濃いめのワインを合わせる。辛口の白ワインは、上質で繊細な香りを持つギリシア料理の前菜や、魚をはじめとする海産物と一緒に飲まれることが多い。赤ワインは、肉であれば何であれ、食事の味の濃さに応じて使われる。パスタや野菜には辛口の白ワイン、オムレツや米料理にはロゼや赤ワインが合う。一般的には、料理の味の濃さに合わせてワインを選び。ワインは食事の時だけでなく、社交的な飲み物でもある。赤ワインは白ワインよりも一般的で安価である。ギリシャのポピュラーなワインにレツィーナという白ワインがあるが、これはアレッポ松の樹脂を使ったもので、もともとは保存性を高めるためのものだったが、最近では嗜好品として好まれている。このワインは新鮮なうちに飲むべきで、その味はとても特別なものである。

#### ワインの歴史
ギリシャ神話や古代の考古学的な発見から、ワインが古くから作られていたことがわかる。ワイン用のブドウの栽培は、中央アジアで最初に行われ、そこから中近東に広がったとみられている。ギリシャ人は、ヨーロッパで最初にワインを生産した民族のひとつである。考古学的な証拠によると、紀元前4000年にギリシャ北部で初めてブドウの木が栽培されたと言われており、紀元前2000年にワインが作られていたことは確実に立証されている。ホメロスは、当時存在したワインの品種の多さに触れ、ワインを楽しい飲み物としてだけでなく、薬としても賞賛していた。ヘーシオドスは、ワインを作るさまざまな方法について説明した。古代ギリシャでは、ワインの生産が盛んに行われていた。各町はそれぞれ独自のワインを誇っていたが、最も有名なのは、タソス、ヒオス島、コス島、ロドス、エヴィア島、ティーラ島、クレタ、キプロス、ミルテレーネ、ナクソス島、トラキアのワインである。
古代では、ワインを水で薄めたものは、女性も子供も飲んでいた。ヘーシオドスが推奨した比率は、水3に対してワイン1だった。また、ワインの飲み方も今とは異なっていた。シンポジウムなどでは、メインディッシュにはワインが付かず、食事の後にトラゲマータ（ドライフルーツ、スイートアーモンド、ハニーパイ）と呼ばれる甘いデザートとともに供された。古代ギリシャ人は、酔うためにワインを飲んだわけではないようである。シンポジウムでは、参加者は自分で選んだテーマについて何時間も哲学的な問題を議論した。プラトンは、最も有名な哲学対話を、シンポジウムでワインを飲みながら行った。彼は「ワインは自分との調和を図る」と書いている。ギリシャ神話によると、ギリシャ人にワインの作り方を教えたのは、ワインの神ディオニソスだったと。ディオニュソスは、ゼウスの妻ヘーラーに追われて山に避難した際、野生のブドウの木が生い茂る洞窟でニンフたちに養育された。成長するにつれ、ヘラの怒りを買って地上を放浪するようになり、そこでブドウの木やワインについてあらゆることを学んだ。彼が放浪している間、ニンフのマイナスがついてきたり、サテュロスの大群がついてきたりした。マイナスたちは、ツタやブドウの葉で飾られた杖を持ち、恍惚とした表情で乱舞してきた。サテュロスは活発なチームダンスに参加し、ニンフを追いかけまわした。神は側近とともに、自分を迎え入れた人々に自分の甘い酒を与え、喜びと楽しみを与えた。しかし、彼を受け入れない人々は、彼がワインで躁状態を引き起こし、極端な状態に導く可能性があるとして手荒に扱った。これは、ワインを適量飲むと気分が良くなるが、過剰に飲むと壊滅的な躁状態になることを示すためである。ディオニュソスは、これらの贈り物の正しい使い方を魂に教え、それを受け入れない者や定められた限界を超えた者を罰しました。酩酊と狂乱の踊りによって、人々は不安から解放され、自由を感じることができたことから、ギリシャのほとんどの地域では、ワインを栽培し、神を崇拝していた。

#### さまざまなワイン
ギリシャ人が最も好んだワインは、スパイス（シナモン、タイムなど）を利かせた強くて甘いワインだった。同時に、リンゴはシードル、洋梨はアピティス、カリンはカイドニティス、イチジクはサイキティス、ザクロはロディティスというように、他の果物からもワインを作っていた。ワインを長持ちさせるためには水で薄めるのが良いと考えたので、しばしばワインを水で薄めていた。同じ理由で、ギリシャで最も有名なワイン「レツィーナ」を作るのに、{松の樹皮を使っていた。このワインは、土鍋や特別な大きな壷に入れて輸出された。これらの壺の持ち手には、容量、品質、年代、産地などの情報が刻印されていた

#### 現代のワイン生産

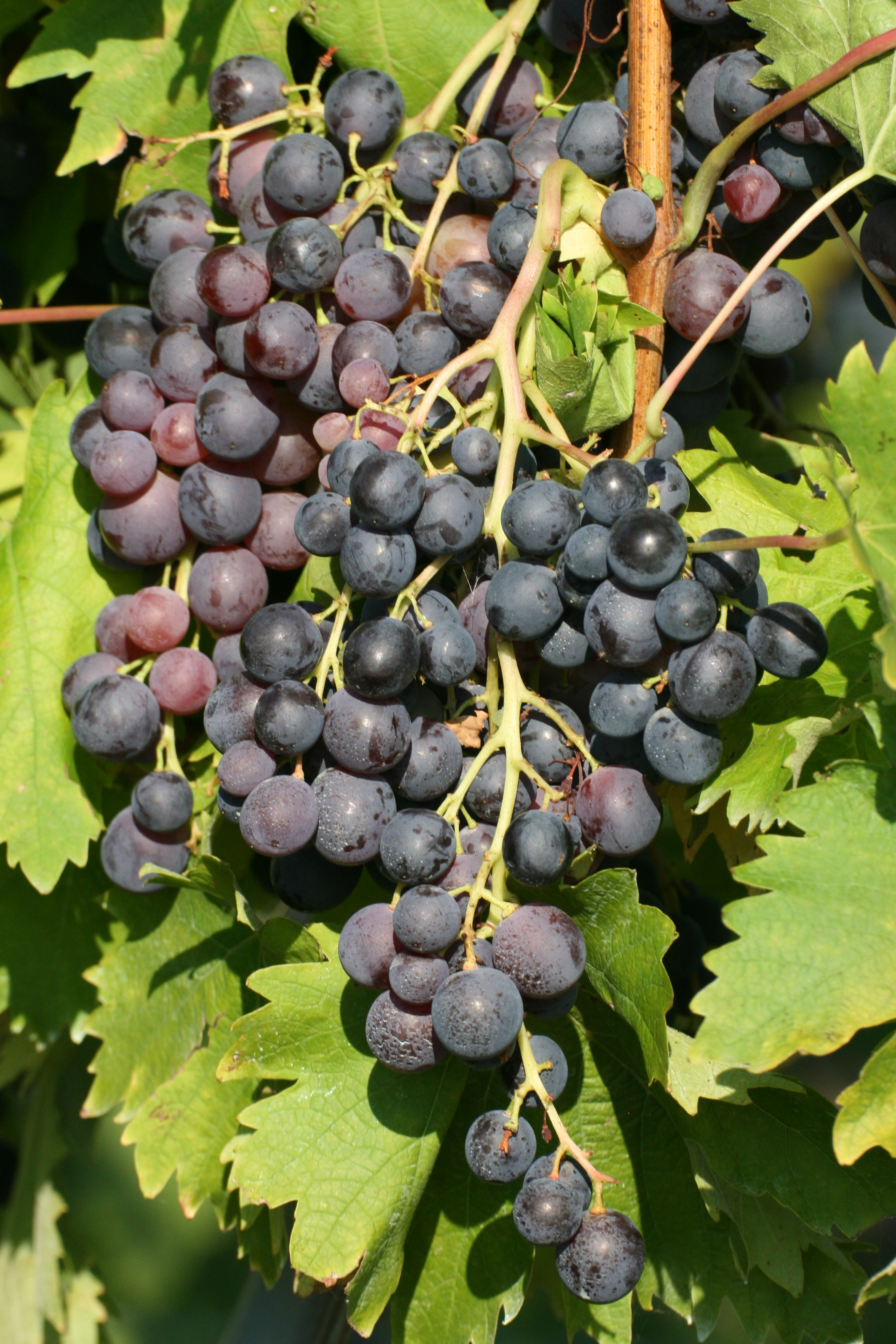
マスカット

現代のギリシャでは、大量のワインが生産されている。ギリシャ全土で20万の家族がワイン作りに携わっており、合計360のワイナリーで年間5億リットルのワインが生産されている。その多くは海外に輸出され、高品質とみなされている。ギリシャの約20の地域では、原産地証明を持つワインを生産することが規定されている。ギリシャのワインは、各地域の土壌特性が大きく異なるため、その種類は非常に多い。
古代、タソス島の有名なワインの生産地として最も有名だったトラキアは、現在では他の地域のワインに比べて劣る限られたワインしか生産していない。しかし、マケドニアには、ナウサ（濃い赤で強いワイン）や、アトス山の修道院で生産される赤と白ワインであるトピコス・アギオリティコスなど、最も優れたギリシャワインがある。アトスでワインを作る伝統は、ワインが僧侶の食事の基本的な成分であり、治療目的にも使用されたため、半島に最初の修道院が設立された紀元前1000年に始まった。ギリシャ本土のアッティカでは、大量の白ワインが生産されている。ギリシャ本土では、サヴァティアーノ種のブドウも栽培されており、特にレツィーナの原料として使用されている。
ペロポネソスは、ギリシャで最も多様性に富んだワイン産地である。その中でもマスカットが栽培されており、マスカット種の味わいを持つ甘口の白ワインが作られている。ギリシャのいくつかの島では、ワイン生産のためにブドウを栽培している。サモス島では標高800メートルまでの土地で栽培されるマスカットから、甘くて香り高い有名なワインが生産されている。サントリーニ島では、島の火山岩が栽培に適しているため、高品質のワインが栽培されている。ロドス島とクレタ島では、古代から栽培されていたダフネをはじめとする多くのブドウが生産されている。

### ビール
ギリシャでは伝統的なビール製造は行われていないが、いくつかの地ビールメーカーが設立されている。これらのビールは比較的安価である。ギリシャのビールの例としては、Vergina、Zeos、Mythos、Alfa Hellenic Lager、Fix、Kaiserなどがあり、これらはすべて地元で生産されており、ライセンス契約を結んでいるものもある。

### ノンアルコール飲料
ソフトドリンクに加えて、さまざまな種類のジュースも非常によく見られる。オレンジを甘くする気候なので、特にオレンジジュースの生産に適している。ギリシャでは、一部の島を除くほとんどの場所で、水道水を飲むことができる。コーヒーは小さめのカップに入った濃いめのものが供される。ほとんど濾過されておらず、飲み終わるとカップの底にかすが残る。インスタントコーヒーも多く飲まれ、砂糖をたくさん入れたり、少し入れたり、入れなかったりする。暑い国なので、様々な冷たいフラッペも人気があるが、水は熱くなる可能性がある。お茶はあまり飲まれない。クレタ島には茶農園がある。

### ギリシャの飲料

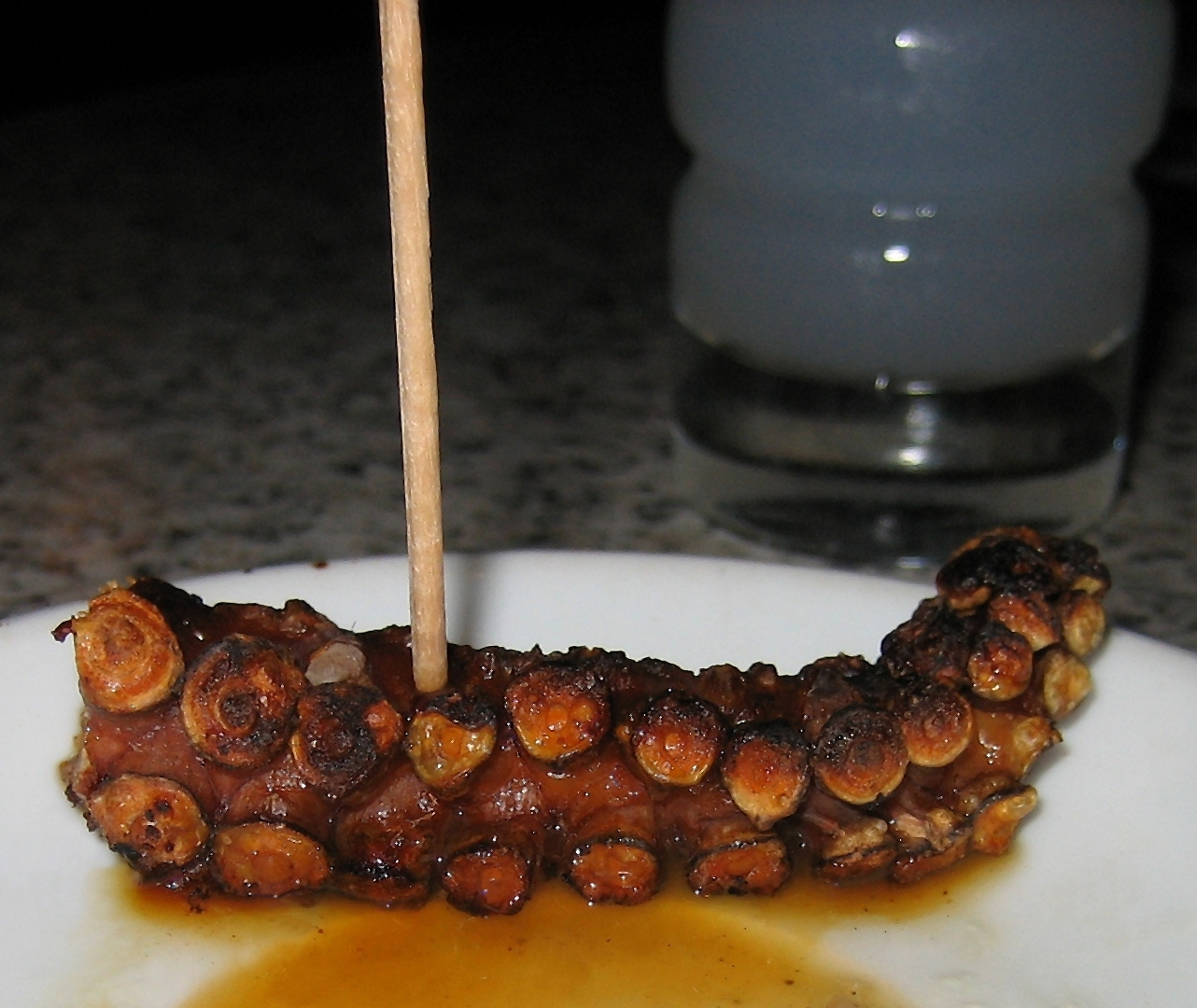
タコの脚とウーゾ

ウーゾ
原料はブドウ。
アニスを浸漬後、蒸留して作る。
アルコール度数は40度程度。
水を加えると白濁する（ウーゾ効果）。
ギリシャのビール　
ドイツ人の職人がギリシャでビール醸造を始めたのでドイツ風である。
ミソスなどが有名。
ギリシャワイン　
ギリシャのワインの歴史はとても古い。
フランスやイタリアのような高級品はそれほど多くないが、ブドウ作りに適した気候であるために高品質なものが作られている。
ギリシャブランデー
原酒となるワインを蒸留、熟成、ブレンドした後に、植物性エキスと甘味料を少量添加するのがギリシャのブランデーの特徴とされる。
メタクサが著名。
ギリシャコーヒー
濃厚なコーヒー。
入れ方はトルココーヒーと同じ。
ビザンティン・コーヒーとも呼ばれる。
フラッペ
インスタントコーヒーの粉と砂糖を入れた器に水を少量入れ、泡立て器で泡立てる様にかき混ぜた後で、氷と水か牛乳を入れて作る飲み物。
夏の時期によく飲まれる。